# Liste des épisodes de One Piece (Saga Île Tougato)
 (août 2025).
 (août 2025).
Si vous disposez d'ouvrages ou d'articles de référence ou si vous connaissez des sites web de qualité traitant du thème abordé ici, merci de compléter l'article en donnant les références utiles à sa vérifiabilité et en les liant à la section « Notes et références ».
Chronologie
Dressrosa Pays des Wa
Cet article liste les épisodes de la saga Île Tougato de One Piece.

## Générique
Trois génériques ont été utilisés lors de la saga Île Tougato :
- We Can! de Kishidan x Hiroshi Kitadani (épisodes 747 à 782 pour la première version et épisodes 783 à 806 pour la deuxième version) ;
- Hope de Namie Amuro (épisodes 807 à 824 pour la première version et épisodes 826 à 855 pour la deuxième version, version spéciale sur l'épisode 825) ;
- Super Powers de V6 (épisodes 856 à 877 pour la première version et épisodes 878 à 889 pour la deuxième version).

## Saison 18

### ArcSilver Mine
Alors que Luffy et Bartolomeo naviguent vers Zo, ils sont attaqués une nuit par une pirate du nom de Desire. Cette dernière fait partie de la flotte de l'alliance des pirates argentés, dirigée d'une main de fer par Bill, détenteur du fruit du fourneau. Finalement capturés, Luffy et Bartolomeo vont devoir s'échapper de Silver Mine, quartier général de l'alliance des pirates argentés...
| No                                 | Titre français                                                | Titre japonais                 | Titre japonais                                       | Date de 1re diffusion |
| No                                 | Titre français                                                | Kanji                          | Rōmaji                                               | Date de 1re diffusion |
| ---------------------------------- | ------------------------------------------------------------- | ------------------------------ | ---------------------------------------------------- | --------------------- |
| 747                                | La Forteresse d'argent. Luffy et Barto partent à l'aventure ! | 銀の要塞 ルフィとバルト大冒険  | Gin no Yōsai - Rufi to Baruto Dai Bōken              | 26 juin 2016          |
| [Chapitre 802]                     |                                                               |                                |                                                      |                       |
| SM 2                               | One Piece : Gold Episode 0                                    | ONE PIECE FILM: GOLD EPISODE 0 | Wan Pīsu Firumu Gōrudo Episōdo Zero                  | 1er juillet 2016      |
| Prologue du film One Piece : Gold. |                                                               |                                |                                                      |                       |
| 748                                | Labyrinthe souterrain. Luffy contre l'homme-wagon.            | 地下迷宮 ルフィ対トロッコ人間  | Chika Meikyū - Rufi tai Torokko Ningen               | 3 juillet 2016        |
| 749                                | Des lames chauffées à blanc. Law et Zoro à la rescousse !     | 剣技白熱 ロー・ゾロ遂に見参！  | Kengi Hakunetsu - Rō • Zoro Tsui ni Kenzan!          | 10 juillet 2016       |
| SP 11                              | Heart of Gold                                                 | ハートオブ ゴールド            | Hāto obu Gōrudo                                      | 16 juillet 2016       |
| 750                                | La situation est désespérée. Un combat brûlant pour Luffy !   | 絶体絶命 ルフィ極限の灼熱決戦  | Zettai Zetsumei - Rufi Kyokugen no Shakunetsu Kessen | 17 juillet 2016       |
| F13                                | One Piece: Gold                                               | ワンピースフィルムゴールド     | Wan Pīsu Firumu Gōrudo                               | 23 juillet 2016       |

### ArcZo
| No | Titre français                                                          | Titre japonais                       | Titre japonais                                         | Date de 1re diffusion |
| No | Titre français                                                          | Kanji                                | Rōmaji                                                 | Date de 1re diffusion |
| --- | ----------------------------------------------------------------------- | ------------------------------------ | ------------------------------------------------------ | --------------------- |
| 751 | Une nouvelle aventure. Zo, l'île fantôme !                              | 冒険開幕 幻の島「ゾウ」到着！        | Bōken Kaimaku - Maboroshi no Shima "Zō" Tōchaku!       | 31 juillet 2016       |
| Alors que son navire vogue vers Zo, Bartolomeo raconte l'histoire de l'Équipage de Chapeau de paille à ses hommes. Pendant ce temps, au nouveau Quartier Général de la Marine, Kizaru parle avec des soldats des actions destructrices d'Edward Weeble sur les anciens alliés de Barbe Blanche. Luffy et Bartolomeo finissent par arriver à Zo, qui est un gigantesque éléphant. [Chapitre 802] |                                                                         |                                      |                                                        |                       |
| 752 | Le nouveau Grand corsaire. Le fils de Barbe Blanche !                   | 新七武海 伝説・白ひげの息子登場      | Shin Shichibukai - Densetsu • Shirohige no Musuko Tōjō | 7 août 2016           |
| Le navire de Bartolomeo aperçoit le Thousand Sunny, mais personne se trouve à bord. À Baltigo, Dragon demande à Koala de rassembler tous les leaders de l'Armée révolutionnaire. Burgess a réussi à découvrir la base de ces derniers et, par escargophone, il demande à Shiliew et à Laffitte de venir le chercher avec Doc Q. Sur une île inconnue, Weeble et sa mère lisent le journal et apprennent que Doflamingo a été vaincu par Luffy. Ils décident de retrouver ce dernier pour lui demander s'il sait où se trouve Marco. Pendant ce temps, Baggy apprend qu'Hajrudin et les autres géants ont quitté sa compagnie de mercenaires. À Zo, Luffy et les autres disent au revoir à Bartolomeo puis commencent la montée de l'éléphant. [Chapitre 802-803] |                                                                         |                                      |                                                        |                       |
| 753 | Une terrible ascension. Aventure sur l'éléphant géant !                 | 決死の登象 巨象の背の大冒険！        | Kesshi no Tozō - Kyozō no Se no Daibōken!              | 21 août 2016          |
| Alors que Luffy, Zoro, Usopp, Robin, Franky, Law, Kinémon et Kanjuro montent sur l'éléphant grâce à un dragon, un mink nommé Variété tombent sur le petit groupe. Kinémon et Kanjuro chutent mais ils réussissent à retomber sur le Thousand Sunny, et disent aux autres de continuer la montée. Après une longue montée, ils arrivent enfin en haut de l'éléphant. Après leurs adieux au dragon, Luffy et les autres entrent dans le duché de Mokomo, tout en remarquant que l'entrée est endommagée. Luffy prend de l'avance et découvre la ville en ruine. Pendant ce temps, les autres se font attaquer par deux minks, Carrot et Wanda. Usopp remarque que cette dernière porte les vêtements de Nami. [Chapitre 803-804] |                                                                         |                                      |                                                        |                       |
| 754 | Le combat commence. Luffy contre les minks !                            | 戦闘開始 ルフィＶＳミンク族！        | Sentō Kaishi - Rufi tai Minku Zoku!                    | 28 août 2016          |
| Wanda et Carrot laissent Zoro et les autres continuer leur route pour aller arrêter Luffy qui a pénétré dans la forêt de la baleine. Ce dernier affronte les gardiens de cette forêt, Rody et Black Back, mais Wanda et Carrot interviennent. Pendant ce temps, Zoro, Usopp, Robin, Franky et Law découvrent les dégâts qu'a subi le pays, et en viennent à la conclusion que ce dernier a été attaqué il y a environ deux semaines. Alors que Wanda se prépare à emmener Luffy vers ses amis, elle révèle que le nom de l'assaillant du pays est Jack. [Chapitre 805] |                                                                         |                                      |                                                        |                       |
| 755 | Grraoubisous. L'équipage est réuni !                                    | ガルチュー！麦わらの一味再集結       | Garuchū ! Mugiwara no Ichimi Sai Shūketsu              | 4 septembre 2016      |
| Zunesh, l'éléphant qui porte le pays de Zo sur son dos, jaillit de l'eau sur son dos pour se rafraîchir, provoquant une pluie éruptive. Kinémon, Kanjuro et Variété, qui remontaient sur l'éléphant, retombent à cause de l'eau. Carrot sauve Luffy de la noyade après que celui-ci soit tombé du crocodile de Wanda. Cette dernière révèle que Jack serait mort après avoir tenté de sauver Doflamingo des mains de la Marine. Ils finissent par retrouver Zoro et les autres et ils pénètrent dans la forteresse du ventre droit, où ils reçoivent un accueil chaleureux. Chopper et Nami les rejoignent, mais cette dernière se met à pleurer dans les bras de Luffy car il serait arrivé quelque chose à Sanji. [Chapitre 806] |                                                                         |                                      |                                                        |                       |
| 756 | Le début de la riposte. L’équipage du sourcil en vrille à l’attaque !   | 反撃開始 ぐるわらの一味大活躍！      | Hangeki Kaishi - Guruwara no Ichimi Dai-Katsuyaku!     | 11 septembre 2016     |
| Kinémon, Kanjuro et Bariete décident de rester sur le Thousand Sunny pour la nuit et de reprendre l'escalade le lendemain. Pendant ce temps, Brook, poursuivi par des minks chiens, rejoint le reste de l'équipage. Nami commence à raconter ce qu'il s'est passé 11 jours plus tôt, quand ils sont partis de Dressrosa après s'être faits attaqués par le navire de Big Mom. Elle révèle que Sanji a réussi à endommager le navire de leurs ennemis avant de s'échapper grâce à un brouillard créé par la navigatrice. Ils ont atteint Zo le lendemain et, selon Wanda, ils ont contribué à sauver le pays. Un mink chauve-souris les interrompt pour leur dire que le duc Caborage s'est réveillé. Alors que Chopper part à son chevet, Wanda révèle que le pays est gouverné par deux dirigeants : le Duc Caborage et le Maître Chavipère. [Chapitre 807] |                                                                         |                                      |                                                        |                       |
| 757 | La menace débarque. Jack, de l’équipage des cent bêtes !                | 脅威襲来 百獣海賊団ジャック！        | Kyoui Shurai - Hyakujuu Kaizokudan Jakku!              | 25 septembre 2016     |
| Law pénètre dans la forêt de la baleine et il retrouve son équipage, heureux de le voir. Ayant appris le réveil de Caborage, Wanda décide d'emmener Luffy et les autres le voir. Sur le chemin, elle commence à raconter ce qu'il s'est passé 17 jours plus tôt, quand des pirates ont envahi le pays. Sur l'île de Zo, tous les minks vivaient heureux et normalement avant cet incident. Ce jour-là, Variété a fait sonner la cloche d'alarme, entendue très rarement par les habitants du pays. Les pirates, menés par un mammouth, arrivent jusqu'à la ville principale en saccageant toute la forêt. Ils demandent aux minks de leur remettre Raizo, un ninja du pays des Wa. Les pirates sont identifiés comme faisant partie de l’Équipage des cent bêtes. Le mammouth (pouvoir d'un fruit du démon), prénommé Jack, est l'une des trois calamités de l'un des Quatre Empereurs, Kaido aux cent bêtes. Alors que Monjii tente de raisonner Jack, ce dernier saccage la ville en un coup de trompe. Alors que les Pleasures s'attaquent aux minks, ces derniers révèlent leurs capacités. Ils peuvent électrocuter leurs ennemis rien qu'avec leurs mains et leur esprit guerrier est acquis dès leur naissance. Jack est énervé par les contre-performances des Pleasures et il envoie à l'attaque les Gifters, menés par Sheep's head. Après un retour dans le présent, Brook explique en chuchotant à Franky la raison pour laquelle il ne faut pas parler des samouraïs. Luffy, n'ayant pas entendu ce qu'à dit Brook, commence à parler de Kinémon et du ninja, ce qui horrifie ses compagnons. [Chapitre 807-808] |                                                                         |                                      |                                                        |                       |
| 758 | Le seigneur diurne. Le duc Caborage entre en scène !                    | ガルチュー！麦わらの一味再集結       | Hiru No Ou! Inuarashi Koushaku Toujou!                 | 2 octobre 2016        |
| L’Équipage de Chapeau de paille et Wanda se dirigent vers la demeure de Caborage. Luffy est remis à sa place par Usopp, Nami et Brook lorsqu'il a commencé à parler du ninja Raizo. Lors de leur arrivée vers la maison du duc, ils rencontrent Sicilion, un des trois mousquetaires, qui les remercie pour avoir sauvé le pays. Ils pénètrent ensuite dans le sanatorium et ils rencontrent Caborage, le duc du jour. Il s'entretient avec Luffy et leur relation avec Shanks, le mink ayant navigué autrefois avec lui. Mais, étant 18 heures, le duc s'endort. Wanda explique que Caborage gouverne le pays entre 6 heures et 18 heures, puis Chavipère prend le relais entre 18 heures et 6 heures. Elle leur dit aussi que si ce système a été mis en place, c'est que les deux minks se détestent et ils s’entre-tueraient s'ils venaient à se rencontrer. Ce système était aussi en place lors de la bataille contre Jack. Wanda reprend l'histoire et raconte que les pirates ont agressé les civils et que Jack détruisait les maisons en un coup de trompe pour tenter de trouver Raizo. C'est alors que l'escouade des mousquetaires arrive et engage le combat contre les Gifters. Les trois mousquetaires, dont fait partie Sicilion, ont attaqué ces derniers et ils les ont vaincus, mais Sicilion n'a pu rien faire face à Jack. Le duc Caborage finit par arriver sur le champ de bataille et il se présente devant Jack. [Chapitre 808-809] |                                                                         |                                      |                                                        |                       |
| 759 | Le seigneur nocturne. Maître Chavipère entre en scène !                 | 反撃開始 ぐるわらの一味大活躍！      | Yoru No Ou! Nekomamushi No Danna Kenzan                | 9 octobre 2016        |
| Caborage se présente devant Jack et ses hommes en disant que Raizo n'est pas sur l’île. Alors que la tension entre les minks et les pirates était forte, le duc lâcha son épée en signe de paix. Cependant, Jack l'attaqua mais Caborage stoppa sa trompe avec sa main. Un sous-fifre de Jack vanta ce dernier en annonçant que sa prime est de 1 milliard de berrys. Le second de Kaido dit aux minks que si Raizo n'est pas là, c'est de leur faute, ce qui consterna Caborage. Il dit aussi qu'il adore détruire. La bataille fait rage dans la cité de Crow entre les minks et les Gifters. Caborage et Jack s'affrontent dans un duel, mais les multiples attaques électriques du duc n'ont aucun effet sur le pirate transformé en mammouth. En retournant dans le présent, l’Équipage de Chapeau de paille est surpris sur la quantité de berrys donnés pour la capture de Jack, sa prime étant deux fois plus haute que celle de Luffy. Ce dernier dit pourtant qu'il le battra un jour. Zoro demande à Wanda comment s'est terminée la bataille. En retournant dans le passé, la bataille est montrée au moment où Zunesh lança la pluie éruptive. Les minks ont pu prendre le dessus, les Gifters étant affaiblis dans l'eau. En fin de journée, à 18 heures, le rugissement du Maître Chavipère retentit sur toute l'île. Caborage et ses troupes se retirent pour laisser la place aux guardians. Ces derniers arrivent dans la ville juste après, menés par Chavipère. Alors que Jack l'attaqua, il prit sa troupe, le souleva puis le lança sur un bâtiment. Le pirate reprit alors sa forme humaine et il sortit ses deux lames. Bepo et les pirates du Heart arrivent sur le champ de bataille pour aider les minks, puis Chavipère et Jack commencent leur combat. [Chapitre 809-810] |                                                                         |                                      |                                                        |                       |
| 760 | La cité dévastée. L'équipage du sourcil en vrille débarque !            | 首都壊滅 ぐるわらの一味上陸！        | Shuto Kaimetsu - Guru wara no Ichimi Jōriku!           | 16 octobre 2016       |
| Wanda continue le récit sur la bataille de Zo. Jack et Chavipère se sont battus férocement, le mink et le pirate étant ce qu'on peut appeler des monstres. Jack a été surpris de la vitesse de Chavipère, mais a quand même riposté. Le matin à 6 heures, les guardians de la forêt se retirent pour laisser place aux mousquetaires. Caborage continue le duel contre Jack, aucun n'étant avantagé sur l'autre. Pendant cinq jours, les mousquetaires et les guardians se sont continuellement relayés, et malgré les renforts de l'équipage des cents bêtes qui arrivaient sur l'île, les minks ont gardé l'avantage sur leurs ennemis. Jack, voyant qu'il n’arriverait jamais à vaincre Caborage et Chavipère, utilise un gaz toxique nommé Extermin pour mettre à terre les minks. En retournant dans le présent, Luffy et les autres sont choqués par le dénouement du combat, et Chopper révèle que c'est César qui avait fabriqué l'arme toxique. Robin en déduit que le scientifique avait dû donner l'arme à Doflamingo puis ce dernier l'a vendue à Kaido. Après avoir utilisé le gaz, Jack et ses subordonnées torturent et crucifient les mousquetaires et les gardiens, tout en répétant à chaque fois la même question. L'horreur a duré une journée complète, jusqu'à ce que Jack quitte l'île et ne laisse que quelques hommes derrière lui. Dans le présent, Caborage, encore réveillé, montre le journal à Luffy et on peut voir que Jack serait mort. Le pirate serait parti de l'île le jour où Doflamingo a été vaincu par Luffy et Law et il aurait tenté de le récupérer. Chopper prend la suite de l'histoire et révèle que le groupe de Sanji est arrivé à Zo le lendemain du départ de Jack. César, de force, les a emmenés en haut de l'éléphant. Ils se séparent en deux groupes, avant que Nami, Brook et Momonosuké tombent sur Tristan poursuivie par Sheep's head et Ginrummy. En déduisant que la mink est une victime, Nami l'emmena dans la forêt pendant que Brook fait glisser sur de la glace les deux pirates. Pendant ce temps, Sanji, Chopper et César découvrent la ville de Crow détruite avec du gaz dans l'air et des corps de minks gisant au sol. Pedro, grièvement blessé, interpella les pirates en leur demandant de sauver le duc Caborage et le maître Chavipère car le monde les attend. Les deux minks, crucifiés, ont perdu pour le mink chien sa jambe gauche et pour le mink chat son avant-bras gauche. [Chapitre 810] |                                                                         |                                      |                                                        |                       |
| 761 | La limite est proche. Les liens entre les minks et l'équipage !         | 刻限迫る ミンク 族と一味の絆！       | Kokugen Semaru - Minku Zoku to Ichimi no Kizuna!       | 23 octobre 2016       |
| Chopper continue de raconter l'arrivée de son groupe sur Zo. Après que Chopper, Sanji et César soient sortis de la ville pour échapper au gaz, ce dernier gloussa de joie en voyant que l'arme qu'il a conçue est un succès. Après que les deux pirates l'ait réprimandé, il déclara que les minks seront morts dans peu de temps, car la mort survient 48 heures après que le poison ait été exposé au corps. Soudain, Zunesh lève son tronc sur l'île pour l'éruption pluvieuse et Chopper et César sont sauvés par Sanji, ces deux-là étant incapables de nager. Ils entendent alors Nami au loin et avant que Sanji ne parte la secourir, il ordonna à César de neutraliser le gaz qu'il a créé. Il part alors dans les airs et bat Sheep's head d'un coup de pied, causant alors le départ définitif des hommes de Jack de Zo. Pendant ce temps, Chopper et César sont retournés à la ville de Crow, et ce dernier fait répandre sur l'île un gaz nommé Terminex qui neutralise le poison. Chopper dit alors aux autres de venir dans la ville, et Nami, Brook et Momonosuké ont été choqués de voir la cité détruite. C'est alors que Wanda surgit et attaque Nami, les prenant pour des alliés de Jack. Cette dernière maîtrise la mink affaiblie mais elle dégaine un explosif, leur disant qu'elle leur pardonnerait jamais. Tristan arrive et dit que Nami et les autres l'ont sauvée, avant que Pedro n'arrive et éteigne l'explosif. Chopper et César se mettent rapidement au travail, sachant qu'ils ont peu de temps pour sauver les minks. Pendant que Tristan se charge d'aller chercher les minks réfugiés dans la forteresse, les deux scientifiques créent alors un antidote pour soigner le poison. Ils l'administrent alors à tous les minks empoisonnés et ils aident à détacher Caborage et Chavipère qui étaient crucifiés. La nuit tombée, Sanji donne aux habitants une soupe qu'il a préparée pendant que Brook joue "Le bon rhum de Binks". En retournant dans le présent, Nami, Chopper et Brook sont félicités pour leurs exploits. Luffy se met en colère en disant, qu'un jour, il battra Kaido et Jack, bien que Brook lui rappelle que ce dernier a été reporté mort. Wanda exprime son doute quant à cette information. Chopper et Wanda disent qu'ils doivent aller voir Chavipère, et celle-ci révèle qu'elle peut fréquenter les deux dirigeants. Le reste de l'équipage fait part de son souhait de rencontrer Chavipère. [Chapitre 811] |                                                                         |                                      |                                                        |                       |
| 762 | Le retour des scélérats. Les assassins envoyés par Big Mom !            | 悪童帰郷 四皇ビッグマムの刺客        | Akudō Kikyō - Yonkō Biggu Mamu no Shikaku              | 30 octobre 2016       |
| L’Équipage, Carrot et Wanda ont embarqué sur des crocodiles géants pour aller voir Chavipère. Cette dernière est heureuse que la pleine lune soit cachée par des nuages. Brook décide de raconter pourquoi Sanji et César ne sont plus sur l'île, tout en disant que le cuistot ne pourrait jamais revenir. Luffy s'énerve en s'appuyant sur la lettre qu'à laisser Sanji avant de partir, mais Nami dit que l'histoire est bien plus complexe. Zoro ne cache pas son enthousiasme de ne plus le voir. Brook commence l'histoire en expliquant que quand l’Équipage de Big Mom les a poursuivis sur les côtes de Dressrosa, ils ont entendu la destination du groupe de Sanji. Deux jours seulement avant que Luffy et les autres arrivent à Zo, le bateau de Big Mom est arrivé près de l'île, avec à son bord Pekoms, un mink qui est né là. Ce dernier et Capone Bege sont alors montés en haut de l'éléphant et ils ont découvert la ville de Crow en ruines. Pekoms est alors rentré dans une rage folle, accusant l’Équipage de Chapeau de paille d'être à l'origine de l'assaut. Pendant ce temps, à l'intérieur de la forteresse, Sanji prépare le repas pour les minks, puis a approché de près les femmes minks comme la coutume, mais pas les hommes. Chopper, Tristane et Lebouc traitent les patients en leur injectant un sérum. Wanda a équipé Nami d'une robe considérée comme un trésor national en signe de remerciement. Sanji a sauté sur elle quand il l'a vue mais elle l'a envoyé valser. Momonosuké reste caché dans une chambre car il est mieux, selon Brook, que les minks ne le voient pas sous sa forme humaine. César Clown suggère de l'abandonner et de quitter l'île mais Chopper l'oblige à continuer de fournir des médicaments aux habitants. Pekoms et Bege arrivent à la forteresse. Le garde dit à Pekoms que Sanji et les autres n'ont rien fait et qu'ils les ont en réalité sauvé. Ils rentrent dans la forteresse et Pekoms retrouve sa famille, qui lui apprend que c'est Jack qui a détruit le pays. César prit peur en voyant les deux pirates et demande aux chapeaux de paille qu'on le protège mais Sanji dit qu'il est désormais inutile depuis que Luffy a battu Doflamingo. Le scientifique révèle alors qu'il a extorqué des fonds à Big Mom. Il propose au cuistot d'éliminer Pekoms et Bege mais il a refusé. Après que Bege les ait aperçus, Sanji et Brook descendent les voir. En retournant dans le présent, l’Équipage est étonné que deux équipages appartenant à deux Empereurs sont allés sur Zo dans un laps de temps très court. Luffy se demande si Sanji a combattu Pekoms mais Brook continue l'histoire. Pour discuter, les quatre pirates sont sortis de la forteresse et Sanji déclare qu'il est prêt à les affronter, mais en dehors du pays. Pekoms s'est jeté sur le cuistot en pleurant, il le remercie d'avoir sauvé son peuple. Il lui propose d'emmener César et de les laisser tranquille, car ils auraient une autre mission à accomplir et qui pourrait déchirer l'Équipage de Chapeau de paille. Bege réprimande Pekoms, mais ce dernier le fait taire et il engage sa responsabilité envers Big Mom. Bege traite Pekoms de lâche et il ouvre le feu dans le dos de son coéquipier. [Chapitre 811-812] |                                                                         |                                      |                                                        |                       |
| 763 | Lumière sur la disparition. Une curieuse invitation pour Sanji !        | 失踪の真実 サンジ驚愕の招待状        | Shissō no Shinjitsu - Sanji Kyōgaku no Shōtai Jō       | 6 novembre 2016       |
| Pekoms s’effondre après que Bege lui ai tiré dessus. Ce dernier se désole de voir un pirate renommé laisser ses sentiments prendre le dessus sur son devoir. Il ordonne ensuite à ses hommes de sortir de son ventre, surprenant Sanji et Brook. Bege révèle qu'il a mangé le fruit de la forteresse, le transformant en un homme-forteresse. Alors que Sanji et Brook se préparaient au combat, Vito a amené Nami et Chopper qui se sont fait capturer. Il a ensuite informé son capitaine que César se cachait dans un arbre au-dessus et il l'a donc menacé de lui tirer dessus avec des balles faites en granit marin. César s'est donc rendu mais Bege a révélé qu'il n'avait pas de ce genre de balles. Il ordonne ensuite à ses prisonniers de rentrer dans sa forteresse. Sanji est invité à savoir à table avec Bege pendant que les autres sont au sol, enchaînés. Après lui avoir proposé des rafraîchissements, le supernova lui dit que les intentions de l’Équipage de Big Mom ont changé depuis l'incident sur les côtes de Dressrosa et que Sanji a été invité à la partie de thé de Big Mom. Bege lit l'invitation et lui annonce que l'événement de la partie de thé sera le mariage entre Sanji, le 3e fils de la famille Vinsmoke, et Pudding, la 35e fille de la famille Charlotte. Sanji et ses équipiers sont consternés, à tel point que le pirate fait tomber sa cigarette. Cela a provoqué un feu que Bege a rapidement éteint. Brook a froid dans le dos en entendant le nom Vinsmoke. Nami se rappelle avoir entendu que Sanji était né à North Blue mais avait grandi à East Blue. Brook est surpris car il faut traverser Red Line pour aller d'une mer à l'autre. César révèle que Pudding est la fille de Big Mom et que Luffy et son équipage deviendront ses subordonnés si Sanji se marie. Ce dernier refuse néanmoins l'invitation mais Bege lui dit que l'invitation est une obligation. Il leur dit aussi qu'il a déjà commencé à se déplacer. Pour montrer qu'il a un contrôle total sur son château, il manipula les lustres, le sol et les tapis. Nami s'enfonça dans le sol mais Bege arrêta après que Sanji lui a dit de le faire. Vito dit ensuite à Sanji ce que son capitaine déclarait et il dit aussi que même les démons viendraient à la partie de thé s'ils étaient invités. Il murmura quelque chose à l'oreille de Sanji qui le choqua, et il demanda ensuite à Bege comment ils savent tout ce que Vito lui a dit. Il lui répond en disant que c'est une question stupide. [Chapitre 812-813] |                                                                         |                                      |                                                        |                       |
| 764 | Chers compagnons. La lettre d'adieu de Sanji !                          | 野郎共へ サンジ別れの置手紙          | Yarōdomo E Sanji Wakare No Okitegami                   | 13 novembre 2016      |
| Vito murmura quelque chose à l'oreille de Sanji qui le choqua, et il demanda ensuite à Bege comment ils savent tout ce que Vito lui a dit. Il lui répond en disant que c'est une question stupide. Il explique aussi que Big Mom a un pouvoir et une influence indiscutable sur le Nouveau Monde, ce qui lui permet de faire ce qu'elle veut. Sanji demanda un papier et un stylo pour écrire une lettre qu'il donna à Nami. Il leur dit qu'il n'a jamais pensé à avoir à affronter une partie de son passé une nouvelle fois et qu'il doit régler les choses une fois pour toutes. Sanji prit ensuite ses trois amis dans ces bras avant de les éjecter du corps de Bege. César se plaint que le cuistot ne l'a pas libéré lui aussi, mais ce dernier commença à attaquer l’équipage du Firetank. Il prit une arme et il la pointa sur César. Il leur dit qu'ils ne peuvent pas lui faire de mal car il est écrit «Only Alive» sur son avis de recherche et que la personne ayant arrangé le mariage sera mécontente s'il arrive quelque chose à Sanji. Il lui promet de les suivre si ses compagnons sont épargnés, alors qu'au même moment, Bege voit que Chavipère se dresse derrière lui. Le mink se demande si c'est lui qui a tiré sur Pekoms, mais le pirate répondit qu'ils sont amis et que c'est les hommes de Jack qui ont fait ça. Nami conteste la version de Bege et elle demande, avec Brook et Chopper, à Sanji de revenir. Ce dernier les regarda en souriant et il lui promet de revenir. Bege se met en mode tank et il prit la fuite. Nami le poursuivra, sans succès. Wanda proposa son aide mais Chavipère l'arrêta. Le contenu de la lettre de Sanji est alors révélé : «Chers compagnons, je pars rencontrer une femme. Je vous promets de revenir. Sanji». Alors que les guardians retirent les chaînes de Nami, Chopper et Brook, Chavipère dit à Wanda qu'il vaut mieux garder l'incident secret. Il se jette ensuite sur une baie de vignes argentées. En retournant dans le présent, Luffy se demande si Sanji va revenir avec sa femme. Brook lui rappelle que la mariée est la fille de Big Mom et qu'ils deviendront ses subordonnés si le mariage venait à être officialisé. Usopp se demanda comment la famille Vinsmoke a pu voyager entre North Blue, East Blue et le Nouveau Monde, et Robin dit connaître le nom. Nami s'excuse d'avoir laissé partir Sanji, mais Robin lui dit de ne pas s'excuser, alors que Chopper se demande si Sanji reviendra. Zoro dit que Sanji leur a mis un problème de plus sur le dos, car ils sont déjà dans la ligne de mire de Kaido après les défaites de César et de Doflamingo. Il blâme donc Sanji sur le fait qu'il aille chercher des noises à un autre Empereur, Big Mom. Nami dit à Zoro que ce n'est pas honnête de penser comme ça, mais il lui répond qu'il ne faut pas lui chercher des excuses. Luffy arrête la discussion en déclarant qu'il faut aller retrouver Sanji sur le territoire de Big Mom. Franky dit qu'ils vont se faire écraser s'ils y vont sans plan, mais Brook se rappelle que l’Équipage de Big Mom a laissé quelqu'un d'important derrière eux et qui pourrait les aider. Ils continuent donc leur route vers la résidence de Chavipère. [Chapitre 813-814]                     |                                                                         |                                      |                                                        |                       |
| 765 | Allons voir notre compère, maître Chavipère !                           | ネコマムシの旦那に会いに行こう       | Nekomamushi No Danna Ni Ai Ni Ikō                      | 20 novembre 2016      |
| Alors que l’Équipage de Chapeau de paille, Wanda et Carrot se rendent à la forêt de la baleine, Brook révèle que Pekoms voulait épargner l'équipage après que ces derniers aient sauvé son peuple, mais c'est aussi pour cette raison que Bege lui a tiré dessus. Ils espèrent d'avoir des informations sur la position de Sanji. Ils sont ensuite attaqués par des insectes jaunes appelés les Sutchies. Wanda révèle que ces derniers sucent le sang des êtres vivants et qu'ils peuvent facilement tuer les humains à cause de leur manque de pelage. Ils peuvent aussi affaiblir Zunesh. L’Équipage et Wanda se battent donc contre les insectes qui finissent par être vaincus. Ils reprennent leur voyage vers la forêt de la baleine et Brook décide de chanter une chanson dédiée à Chavipère. Ils finissent par arriver à la résidence des guardians où ils sont accueillis chaleureusement. Rody et Blackback s'excusent auprès de Luffy après l'incident survenu plus tôt. Pedro, le capitaine des guardians, remercie à son tour l’Équipage pour leur aide et s'excuse aussi par rapport à l'incident avec Luffy. Il leur dit que l’Équipage du Heart est aussi là mais Luffy veut voir d'abord Chavipère et Pekoms. Il lui dit secrètement que Pekoms se repose dans un bâtiment à l'arrière de la résidence et qu'il soutient Sanji par rapport à sa situation. Chopper est séduit par une renne femelle appelée Milky, mais il est choqué quand elle dit de Chavipère prend un bain. Dans le bâtiment principal, Chavipère prend un bain en mangeant des lasagnes, ce qui énerve Chopper. Le mink lui rétorque qu'il aime être libre et il fait un câlin à Usopp et Robin pour montrer sa gratitude. Il repère ensuite une balle et il se jette dessus, mais il rouvre toutes ses blessures. Après s'être couché, Chavipère s'apprête à subir une piqûre de la part de Chopper mais il demande à Robin de lui apporter la plante à côté d'elle pour jouer avec pendant l'injection, car il a peur des piqûres. Pendant ce temps, Luffy, Nami, Wanda, Carrot et Pedro rencontrent Pekoms. Il révèle qu'il a évité beaucoup de balles grâce à son pouvoir de fruit du démon. Il s'excuse de ne pas avoir réussi à empêcher le départ de Sanji, mais Luffy lui demande qui est l'organisateur du mariage. Il lui dit que les responsables sont Big Mom et le père de Sanji, qui s'avère être aussi le patriarche de la famille Vinsmoke. Il est un homme connu dans le monde de la pègre et il dirige une armée connue sous le nom de Germa 66. Nami pensait que c'était une armée mythique, mais Pekoms répond qu'elle existe réellement, en disant aussi que la famille Vinsmoke est une famille d'assassins. [Chapitre 814-815] |                                                                         |                                      |                                                        |                       |
| 766 | La décision de Luffy. Sanji risque de quitter l'équipage !              | ルフィ決断 サンジ脱退の危機！        | Rufi Ketsudan Sanji Dattai No Kiki!                    | 27 novembre 2016      |
| Pekoms dit à Luffy que son équipage n'aura pas à servir Big Mom, mais Sanji n'en fera plus partie. Cependant, il décide d'aller chez l'empereur pour demander à Sanji s'il veut se marier, forçant Pekoms à l'emmener malgré ses plaidoyers. En sortant de la maison, il rencontre Chavipère et il retrouve Law et son équipage. Ce dernier lui parle en privé et Luffy lui révèle son intention d'aller chez Big Mom, mais Law lui rappelle que Kaido connaît l'emplacement de Zo et il est très susceptible de les attaquer à l'avenir. Cela émeut les minks et ils décident d'organiser un banquet. Pendant ce temps, Robin, Franky et Brook gardent l'entrée de Zo afin d'empêcher Kinémon et Kanjuro d'entrer dans le pays, car ils croient que les minks s'en prendront aux alliés de Raizo. Cependant, ils s'endorment, et le lendemain matin, les samouraïs et Variété arrivent au sommet de l'éléphant. Le mink singe découvre alors leurs identités et il s'enfuit en larmes pour révéler l'arrivée des samouraïs. [Chapitre 815] |                                                                         |                                      |                                                        |                       |
| 767 | Une situation explosive. Le chien, le chat et les samouraïs !           | 一触即発 イヌとネコと侍！            | Isshokusokuhatsu Inu To Neko To Samurai!               | 4 décembre 2016       |
| Variété avertit à la fois les Mousquetaires et les Guardians, et les deux factions se lancent à la recherche des samouraïs. L’Équipage de Chapeau de paille se rend compte de la situation et ils partent eux aussi à leur recherche pour empêcher les deux samouraïs d'être vu par les minks, vu que Jack a presque détruit l'île car il cherchait leur ami Raizo. Momonosuké retrouve Kinémon et Kanjuro, puis ils s'approchent de la cité de Crow. Au même moment, Caborage et Chavipère se voient et ils commencent rapidement à s'insulter. Pendant leur dispute, le mink chien se souvient que sa jambe a été coupée et le mink chat se souvient que son bras a été coupé par l’Équipage aux cent bêtes pendant leur torture. Alors qu'ils s'approchaient de la scène, les trois hommes du pays des Wa sont cachés par Luffy et son équipage. Caborage et Chavipère sortent leurs armes et elles s'entrechoquent. Les samouraïs se montrent alors pour arrêter le combat, et quand Kinémon révèle son identité comme étant un vassal du clan Kozuki, les minks révèlent que Raizo est en sécurité. L’Équipage de Chapeau de paille est choqué par la révélation et Chavipère révèle qu'ils sont proches de la famille Kozuki et qu'ils risqueraient tous leur vie pour les sauver. [Chapitre 816] |                                                                         |                                      |                                                        |                       |
| 768 | Le troisième homme. Raizo de la Brume entre en scène !                  | 三人目！忍者霧の雷ぞう登場！         | Sannin Me! Ninja Kiri No Raizō Tōjō!                   | 11 décembre 2016      |
| Quelque part en mer, Jack se repose sur son bateau et il déchire un article d'un journal qui a annoncé sa prétendue mort. Sur Zo, Kinémon confirme son statut de vassal du clan Kozuki, mais Caborage et Chavipère commencent à se disputer à nouveau. Cependant, Momonosuké leur ordonne de s'arrêter et les deux minks s'inclinent devant lui pour s'excuser. Les samouraïs révèlent alors à l’Équipage de Chapeau de paille que l'enfant n'est pas le fils de Kinémon, mais il est en fait l'héritier de Oden Kozuki, avec son nom complet qui est Momonosuké Kozuki. Afin d'apaiser leur seigneur, les deux seigneurs de Zo font à contrecœur une trêve, ce qui est décrit comme un miracle par leurs sujets. Caborage et Chavipère emmènent l’Équipage de Chapeau de paille, Law, et les samouraïs voir Raizo. Luffy, Usopp, Chopper et Franky sont excités en pendant qu'ils vont voir un ninja, et ils entrent dans une grotte cachée à l'intérieur de l'arbre de la baleine. Cependant, lorsqu'ils voient Raizo, qui est enchaîné à un Ponéglyphe rouge et qui pleure, ils sont désagréablement surpris en raison de son apparence ne ressemblant pas à leur imagination. [Chapitre 817] |                                                                         |                                      |                                                        |                       |
| 769 | La stèle rouge. L'indice vers le One Piece !                            | 赤い石！”ひとつなぎの大秘宝”への道標 | Akai Ishi! Wan Pīsu e no Michishirube                  | 18 décembre 2016      |
| Raizo est libéré de ses chaînes et les hommes de l’Équipage de Chapeau de paille et Law lui demandent de montrer ses techniques de ninja et d'agir comme un ninja stéréotypé. Il refuse d'abord, mais après avoir vu leur déception, il effectue une série d'arts ninja. Les samouraïs, Luffy, Usopp et Chopper emmènent Raizo dehors et il pleure en voyant la cité de Crow détruite. Robin traduit le Ponéglyphe rouge à l'intérieur de l'arbre de baleine, qui révèle les coordonnées d'une île près de Rough Tell. Caborage et Chavipère révèlent qu'il s'agit d'un Road Ponéglyphe et qu'il en existe quatre, celui de Zo y compris. Si l'on peut trouver les quatre, ils découvriront quatre îles entourant Rough Tell, et en reliant les quatre îles, ils pourront trouver la dernière île de Grand Line ainsi que le One Piece. [Chapitre 817-818] |                                                                         |                                      |                                                        |                       |
| 770 | Le secret du pays de Wa. Le clan Kozuki et les Ponéglyphes !            | ワノ国の秘密 光月家と歴史の本文      | Wano Kuni no Himitsu - Kōzuki ke to Rekishi no Honbun  | 25 décembre 2016      |
| Après avoir appris que lui et son équipage peuvent atteindre Rough Tell en trouvant quatre Road Ponéglyphes, Luffy est excité, bien qu'il apprend que deux des Road Ponéglyphes sont en la possession de deux des Quatre Empereurs, Big Mom et Kaido, ce qui effraye certains membres de l’Équipage de Chapeau de paille. Cependant, Robin est la seule personne en vie qui peut lire les Ponéglyphes. Pendant ce temps, Jack fait un rêve où il revoit son attaque sur l'escorte de la Marine quand il voulait sauver Doflamingo. Cependant, son rêve s'arrête quand Sheep's head et Ginrummy reviennent. De retour dans l'arbre de la baleine sur Zo, l’Équipage de Chapeau de paille apprend que la famille Kozuki a été celle qui a construit les Ponéglyphes il y a des centaines d'années. Cependant, ce savoir s'arrêta au père de Momonosuké, Oden Kozuki, et Kinémon révèle en pleurant qu'il a été exécuté par Kaido et le général en chef du pays des Wa. L’Équipage des cent bêtes occupe désormais le pays et ils avaient torturé Oden parce qu'il avait été sur Rough Tell avec Gol D. Roger et qu'il avait été témoin de la découverte des secrets du monde. [Chapitre 818] |                                                                         |                                      |                                                        |                       |
| 771 | Un serment entre hommes. Luffy et Kozuki Momonosuké !                   | 男の誓い ルフィと光月モモの助        | Otoko no Chikai - Rufi to Kōzuki Momonosuke            | 8 janvier 2017        |
| Momonosuké demande de l'aide auprès de Luffy pour terrasser Kaido. C'est alors que se forme l'Alliance Pirate-Minks-Samouraï-Ninja. [Chapitre 819] |                                                                         |                                      |                                                        |                       |
| 772 | Une traversée légendaire. Le chien, le chat et le Roi des Pirates !     | 伝説の航海 イヌとネコと海賊王!       | Densetsu no Kōkai - Inu to Neko to Kaizoku-Ō!          | 15 janvier 2017       |
| Après la création de l'Alliance Ninja-Pirates-Minks-Samouraïs qui vise à battre Kaido, Luffy dit aux nouveaux alliés qu'il doit aller récupérer Sanji chez Big Mom. Pendant ce temps, la flotte de Jack s'approche de Zo et ce dernier a puni Sheep's head car il est revenu en disant que Raizo n'était pas sur l'île. Cependant, plutôt que d'attaquer une nouvelle fois les minks, Jack décide de tuer Zunesh, l'éléphant qui porte l'île, ce qui choque son équipage. Sur Zo, l'alliance Ninja-Pirate-Mink-Samouraï sort de l'arbre et Caborage et Chavipère racontent leurs aventures avec Oden Kozuki à l’équipage, d'abord sur le navire de Barbe Blanche puis sur celui de Gol D. Roger. Cependant, ils n'ont pas atteint Rough Tell avec le roi des pirates, et Kinémon affirme qu'Oden enfreignait les lois du pays des Wa en partant en mer. Nami demande alors si Crocus disait vrai à propos du Log Pose, c'est-à-dire qu'il les mènera à Rough Tell. Cependant, Caborage et Chavipère répondent qu'il les mènera à un endroit qui les aidera à atteindre la dernière île de Grand Line. Après être redescendus de l'arbre de la baleine, Chavipère dit qu'il a l'intention de trouver Marco ainsi que les autres pirates de Barbe Blanche pour qu'ils les aident à battre Kaido. [Chapitre 819-820] |                                                                         |                                      |                                                        |                       |
| 773 | Le retour du cauchemar. L'invulnérable Jack passe à l'attaque !         | 悪夢再び 不死身のジャック強襲        | Akumu Futatabi - Fujimi no Jakku Kyōshū                | 22 janvier 2017       |
| Apres s'être souvenu de Marco, Luffy apprend qu'une guerre a éclaté entre les pirates de Barbe Noire et les anciens membres de l'équipage de Barbe Blanche menés par Marco le Phénix, cette grande bataille s'est soldée par une victoire écrasante des hommes de Barbe Noire dont ce dernier a été promu Empereur du Nouveau Monde après celle-ci. Chavipère souhaite alors trouver Marco car il pense qu'il sera un allié de taille contre Kaido et le général en chef du Pays des Wa. Alors que les Minks s'apprêtent à célébrer un banquet en l'honneur de Raizo, de la réconciliation des deux rois ainsi que la réunion du Clan Kouzuki, Nami interrompt Luffy. Elle se propose de l'accompagner sur le territoire de Big Mom de même que Chopper et Brook. Soudain, la terre se met à trembler et l’éléphant Zunesh se met à hurler. Luffy et Momonosuké entendent une mystérieuse. Il s'agit de la voix même de Zunesh qui demande qu'on lui donne un ordre pour repousser les pirates des Cents Bêtes menés par Jack. Ses derniers bombardent la patte antérieure de l'éléphant de façon qu'il tombe en même temps que les habitants de Zo. [Chapitre 820-821] |                                                                         |                                      |                                                        |                       |
| 774 | La défense de l'éléphant. Luffy et Zunesh !                             | ゾウ防衛戦 ルフィとズニーシャ！      | Zō Bōeisen - Rufi to Zunīsha!                          | 29 janvier 2017       |
| Alors que Zo est sous le feu des canons de Jack, Zunesh donne sa vision à Momonosuké pour que les personnes sur l'île savent ce qu'il se passe. Alors que l'île s’effondre, l'éléphant explique à Luffy et Momonosuké qu'il a commis un crime un millénaire plus tôt et que sa seule liberté est de marcher. Il dit qu'on doit lui donner la permission de battre. Momonosuké, devinant qu'il s'agit de la voix de Zunesh, lui ordonne de repousser Jack. L'éléphant s'exécute en rabattant sa trompe sur la mer pour envoyer les navires dans les airs, puis il les frappe avec une puissance phénoménale, ce qui fait tomber Jack et ses hommes à l'eau. Variété dit aux habitants de l'île ce qu'il s'est passé, avant que Luffy se décide à partir. Sur une île inconnue, Kaido est informé par Scratchmen Apoo que la communication avec Jack a été perdue. [Chapitre 821] |                                                                         |                                      |                                                        |                       |
| 775 | Il faut sauver Zunesh. L'équipage au Chapeau de paille à la rescousse ! | 巨象を救え 麦わら救急大作戦！        | Zunīsha o Sukue - Mugiwara Resukyū Dai-sakusen!        | 5 février 2017        |
| Après que Zunesh ait écrasé la flotte de Jack, la tribu des Minks et l'Équipage de Chapeau de paille découvrent que les blessures qu'il a subies l'entraîneront à s'effondrer. C'est ainsi qu'ils se mobilisent tous pour soigner l'éléphant. Cependant, Zunesh entre dans une nuée qui menace de casser les navires et faire tomber les personnes qui sont suspendus à la jambe de l'éléphant, mais l'Équipage de Chapeau de paille parvient à tous les sauver. Après cet incident, Luffy prend des provisions pour le voyage sur le territoire de Big Mom, tandis que Nami prend une carte pour y aller. Pedro, Wanda et Carrot se décident, individuellement, à les accompagner. [Filler] |                                                                         |                                      |                                                        |                       |
| 776 | Adieu, on quitte l'éléphant. En route pour délivrer Sanji !             | 別れの下象 サンジ奪還の船出！        | Wakare no Shimo Zō - Sanji Dakkan no Funade!           | 12 février 2017       |
| Après avoir soigné Zunesh, Kinémon propose de se séparer en quatre groupes : le groupe de Luffy ira chercher Sanji chez Big Mom, le sien partira au Pays de Wa préparer la bataille contre Kaido, celui de Caborage restera sur Zo avec Momonosuké et celui de Chavipère partira chercher Marco et le reste de l’Équipage de Barbe Blanche. Luffy oblige Pekoms à partir avec eux et Pedro se porte volontaire pour les accompagner. Le groupe de Luffy, composé de Nami, Chopper, Brook, Pekoms et Pedro dit au revoir à tout le monde à l'entrée de Zo avant que, à la surprise générale, Luffy saute avec tout le monde de l'éléphant. Pendant ce temps, à Alabasta, Vivi quitte son pays pour prendre la mer. [Chapitre 822] |                                                                         |                                      |                                                        |                       |
| 777 | En route pour Rêverie. Les princesses Vivi et Shirahoshi !              | 世界会議へ ビビ姫としらほし姫        | Sekai Kaigi e Bibi Hime to Shirahoshi Hime             | 19 février 2017       |
| Les chefs d’État du monde entier se dirigent vers la Rêverie qui a lieu tous les quatre ans. À Alabasta, alors qu'elle part vers Marie Joie, Vivi repense à ses aventures partagées avec l’Équipage de Chapeau de paille. Stelly, maintenant roi du Royaume de Goa, séjourne dans un hôtel de Loguetown avec son épouse Sally Entoilette. Le souverain de pays des fleurs se prépare à partir sans la Famille Chinjao. Sur l'île des Hommes-Poissons, Shirahoshi, effrayée, est rassurée par ses frères et son père pour aller à la Rêverie, car ils ont maintenant assez de signatures pour la pétition d'Otohime, qui consiste à la coexistence entre les hommes-poissons et les humains. Sur le Thousand Sunny, le groupe parti chercher Sanji récupère après leur saut inattendu de Zo. C'est alors que Carrot, montée clandestinement, se montre, ce qui choque tout le monde. [Chapitre 823] |                                                                         |                                      |                                                        |                       |
| 778 | En route pour Rêverie. Rebecca et le royaume des cerisiers !            | 世界会議へ レベッカとサクラ王国      | Sekai Kaigi e Rebekka to Sakura Ōkoku                  | 26 février 2017       |
| Au royaume des cerisiers, le Dr Kureha s'apprête à accompagner Dolton, nouveaux souverain du royaume. Elle lui annonce qu'elle sera son médecin de bord. Wapol, après sa défaite contre Luffy, est devenu le roi du royaume de Black Drum situé sur South Blue. Après avoir fait fortune dans la création de jouets pour enfants, il a ensuite épousé "Miss Monde" puis est redevenu un souverain apte à participer à la Rêverie. Il y tentera d'humilier Dolton qui gouverne son ancien royaume. À Dressrosa, la Famille Riku s'apprête elle aussi à partir pour Marie Joie, et Rebecca choisit d'utiliser la robe de sa défunte mère pour aller à la conférence. Riku reçoit un appel d'Elizabello II car ce dernier souhaite aller à la Rêverie avec lui. Retour sur le Thousand Sunny, où Pedro reçoit le journal et apprend que Baltigo, l'île où se trouve le quartier général de l'Armée Révolutionnaire, a été détruite. [Chapitre 823] |                                                                         |                                      |                                                        |                       |
| 779 | Le retour de Kaido. La génération terrible menacée !                    | カイドウ再び 脅威迫る最悪の世代！    | Kaidō Futatabi Kyōi Semaru Saiaku no Sedai!            | 5 mars 2017           |
| Tout le monde est sous le choc après avoir appris que Baltigo a été détruite. Luffy s'inquiète pour son frère Sabo et il apprend que c'est Barbe Noire s'est rendu sur les lieux en premier, avant le Cipher Pol et la Marine. Ils arrêtent la discussion au moment où la cuisine du navire prend feu après que Luffy ait fait à manger. Sur Zo, Wanda s'est aperçu que Carrot a disparu et qu'elle a soudoyée Variété pour qu'il se taise. Caborage monte la garde à l'entrée de l'île, par peur du retour des troupes de Kaido. Sous la mer, Jack a survécu à l'attaque de Zunesh car c'est un homme-poisson mais il ne peut pas bouger. Sur une certaine île, Kaido reçoit l'information que Jack a échoué dans sa tentative de libérer Doflamingo. Il expulse deux subordonnés de l'île lorsqu'ils lui montrent les avis de recherche de Luffy et de Law. Il demande ensuite à Eustass Kidd, emprisonné et ensanglanté, d'aller prévenir ses congénères de la "Génération Terrible" car jusqu'à présent, ils n'ont fait que "jouer aux pirates". Retour sur le Thousand Sunny où Luffy a utilisé toutes les provisions pour faire un repas qui s'avérera infect. [Chapitre 824] |                                                                         |                                      |                                                        |                       |

### ArcRelève de la Marine
| No       | Titre français                                                | Titre japonais                  | Titre japonais                                         | Date de 1re diffusion |
| No       | Titre français                                                | Kanji                           | Rōmaji                                                 | Date de 1re diffusion |
| -------- | ------------------------------------------------------------- | ------------------------------- | ------------------------------------------------------ | --------------------- |
| 780      | Opération "J'ai-les-crocs". Luffy et la relève de la Marine ! | 空腹戦線 ルフィと海軍超新星!    | Harapeko Sensen Rufi to Kaigun Rūkī!                   | 19 mars 2017          |
| [Filler] |                                                               |                                 |                                                        |                       |
| 781      | Un trio impitoyable. Tous contre les chapeaux de paille !     | 執念の３人 麦わら一味大追撃戦！ | Shūnen no San Nin – Mugiwara Hitoaji Dai Tsuigeki Sen! | 26 mars 2017          |
| [Filler] |                                                               |                                 |                                                        |                       |
| 782      | Poings démoniaques. Luffy contre Grount : l'affrontement !    | 悪魔の拳 決戦！ルフィVSグラント | Akuma no Kobushi – Kessen! Rufi VS Guranto             | 2 avril 2017          |
| [Filler] |                                                               |                                 |                                                        |                       |

## Saison 19

### ArcÎle Tougato
| No | Titre français                                                           | Titre japonais                                                      | Titre japonais                                                | Date de 1re diffusion |
| No | Titre français                                                           | Kanji                                                               | Rōmaji                                                        | Date de 1re diffusion |
| --- | ------------------------------------------------------------------------ | ------------------------------------------------------------------- | ------------------------------------------------------------- | --------------------- |
| 783 | Sanji rentre au bercail. En route vers le territoire de Big Mom !        | サンジ 帰郷 ビッグ・マムの海域へ！                                  | Sanji Kikyō – Biggu Mamu no Kaiiki e!                         | 9 avril 2017          |
| Le navire de Big Mom qui transporte Sanji arrive sur le territoire de l'empereur. Alors que le cuistot parlait au baron Delœuf, Vito lui montre la photo de Charlotte Pudding, sa future épouse. Ensuite, il rejoint sa chambre, suivi par Vito qui lui raconte l'histoire de Sora, l'ennemi des Germa 66 dans une bande-dessinée. Après avoir rejoint sa chambre, Gotti menace Sanji car il s'est mal adressé à Vito, mais une femme le calme. Le cuistot se souvient de quelqu'un en la voyant. Sur le Thousand Sunny, la chaleur est insupportable et la nourriture se fait manquante. Luffy réussit, malgré son affaiblissement, à pêcher un poisson. [Chapitre 824-825] |                                                                          |                                                                     |                                                               |                       |
| 784 | Reiju et Yonji. Rencontre avec le Germa 66 !                             | 0と4 遭遇！ジェルマ66                                               | Rei to Yon - Sōgū! Jeruma Daburu Shikkusu                     | 16 avril 2017         |
| Après avoir passé des jours sans nourriture, Luffy parvient finalement à attraper un poisson géant. Cependant, Chopper découvre que sa peau est extrêmement toxique, mais Luffy en a mangé un bout et il s’effondre. Au même moment, le bateau arrive sur le territoire de Big Mom et un bateau s'approche d'eux. Pekoms leur dit de se cacher, pendant que c'est un navire de patrouille, mais il s'avère que c'est le bateau des Germa 66. Ils voient un homme sur le bateau qui ressemble à Sanji, mais l'homme se révèle être Yonji, le petit frère de leur ami. Pour sauver Luffy, l'équipage lui demande un antidote, mais il refuse de leur donner. Cependant, la sœur de Yonji, Reiju, lui donne un violent coup de pied pour le réprimander, avant de sauter sur le Thousand Sunny. [Chapitre 825-826] |                                                                          |                                                                     |                                                               |                       |
| 785 | Sous la menace du poison. Luffy et Reiju !                               | 猛毒の危機 ルフィとレイジュ！                                       | Mōdoku no Kiki - Rufi to Reiju!                               | 23 avril 2017         |
| Brook raconte qu'autrefois, la famille Vinsmoke régnait sur North Blue. Reiju révèle qu'ils conservent toujours un statut royal malgré la perte de leur territoire physique, et qu'ils peuvent aller à la Rêverie. Elle appuie alors sa bouche sur Luffy et lui suce tout le poison pour le guérir. Les Vinsmokes retournent sur leur navire, acceptant de ne rien dire sur cette rencontre. Pendant ce temps, Aladdin voit la scène sous l'eau et fait son rapport à Jinbe. Sur le Sunny, Pekoms explique que Totto Land, le territoire de Big Mom, est composé de 34 îles, gouvernée chacune par un ministre. Un navire de patrouille s'approche de leur navire et il leur dit de se cacher. Plus tard, le Sunny accoste sur une île, et malgré les ordres de Pekoms d'attendre, Luffy et Chopper posent le pied à terre et ils se rendent dans une ville faite en chocolat. [Chapitre 826-827] |                                                                          |                                                                     |                                                               |                       |
| 786 | Totto Land. Big Mom l'Impératrice entre en scène !                       | 万国！ 四皇ビッグ・マム登場                                         | Totto Rando! Yonko Biggu Mamu Tōjō                            | 30 avril 2017         |
| Luffy et les autres débarquent sur l'île Cacao, une île proche de l'île Tougato, où tout est en chocolat. Alors que Luffy et Chopper étaient partis en avance, ils mangent un salon de thé et ils sont arrêtés, mais ils sont libérés par la propriétaire du salon, Charlotte Pudding. Après l'incident, ils conversent avec elle dans sa maison, mais Luffy révèle accidentellement son identité. Pendant ce temps, sur trois îles différentes, des membres de l'équipage de Big Mom attaquent des habitants afin de voler des aliments pour le gâteau de mariage. Sur l'île Tougato, Big Mom et les objets vivants chantent et ils font le bilan de la préparation de la partie de thé qui se déroulera dans trois jours. [Chapitre 827] |                                                                          |                                                                     |                                                               |                       |
| 787 | La fille de l'Impératrice. Pudding, la fiancée de Sanji !                | 四皇の娘 サンジの婚約者プリン                                       | Yonko no Musume - Sanji no Konyaku Purin                      | 7 mai 2017            |
| Dans le café de Pudding sur l'île Cacao, cette dernière et les pirates se présentent formellement. Elle leur parle de la famille Charlotte et du prochain mariage, et Pudding leur propose de les aider secrètement à récupérer son futur époux. Sanji arrive au Royaume de Germa, basé actuellement sur l'île Tougato. Pendant ce temps, une section des Germa 66, dirigée par les deux fils aînés de la famille Vinsmoke, arrive sur l'île Brocoli, déchirée par la guerre. Sur le Thousand Sunny, Luffy et les autres découvrent que Pekoms est absent. Ils trouvent un avertissement griffonné dans la salle de bain, leur disant de faire demi-tour. Luffy, excité, déclare néanmoins qu'ils vont continuer. [Chapitre 828] |                                                                          |                                                                     |                                                               |                       |
| 788 | Ça va barder. La terrible fringale de Mom !                              | 大進撃! 食いわずらいのマム                                          | Dai-shingeki! Kui-wazurai no Mamu                             | 14 mai 2017           |
| Sur l'île Brock Colli, les deux frères aînés de Sanji mettent fin à une guerre de deux ans en seulement quatre heures. Ils se préparent à faire le voyage de deux jours jusqu'à l'île Tougato pour assister au mariage de leur frère. Pendant ce temps, le Thousand Sunny et ses occupants naviguent à travers Totto Land et Pedro leur révèle qu'il était venu ici une fois auparavant. Cependant, ils sont attaqués par deux mille pattes géants, mais Luffy parvient à les vaincre. Pendant ce temps, sur l'île Tougato, Big Mom a une envie de croquembouche, ce qui la rend folle, et elle détruit tout sur son passage. Les ministres commencent à paniquer et ils ordonnent aux citoyens d'évacuer Sweet City quand Big Mom entre dans la ville. [Chapitre 828-829] |                                                                          |                                                                     |                                                               |                       |
| 789 | La capitale en danger. Big Mom et Jinbe !                                | 首都崩壊！？ ビッグ・マムとジンベエ                                 | Shuto Hōkai!? Biggu Mamu to Jinbē                             | 21 mai 2017           |
| Big Mom continue son ravage de Sweet City, toujours à la recherche de croquembouche. Son 16e fils, Charlotte Moscato, tente de l'arrêter, mais elle le tue dans une rage aveugle. Cependant, avant qu'elle ne puisse rejoindre le château, Jinbe arrive avec un croquembouche et il le met dans la bouche de l'impératrice. Avec Big Mom de bonne humeur, Jinbe lui dit clairement qu'il souhaite quitter son équipage. Elle l'emmène à son château afin de discuter de cette demande et, en marchant, l'homme-poisson se souvient de ses aventures passées avec Luffy et comment elles l'ont obligé à rejoindre l’équipage de Chapeau de paille. Pendant ce temps, ces derniers naviguent dans le courant de jus mélangé, où la mer est composée de plusieurs jus. Ils sont attaqués par des poissons qui ressemblent à des fruits géants, mais Luffy en tue plusieurs et il les découpe pour les manger. [Chapitre 829] |                                                                          |                                                                     |                                                               |                       |
| 790 | Le château de l'Impératrice. Arrivée à Whole Cake Island !               | 四皇の城 ホールケーキアイランド到着                                 | Yonko no Shiro - Hōru Kēki Airando Tōchaku                    | 28 mai 2017           |
| Avant d'aller sur l'île Tougato, Jinbe a consulté son équipage avant de rejoindre l’équipage de Chapeau de paille. Son équipage a approuvé, mais la femme d'Aladdin et la 29e fille de la famille Charlotte, Charlotte Praliné, l'a averti que tous ceux qui ont tenté de quitter l'équipage de sa mère ne sont revenus vivant. Dans le présent, Big Mom amène Jinbe dans la salle du trône du château de Whole Cake. Il semble bien décidé à partir, mais elle lui dit qu'il devra perdre quelque chose en retour. Elle prend alors une roulette pour déterminer ce qu'il perdra. Lorsque la nuit tombe, l’équipage de Chapeau de paille est bloqué dans une mer de sirop. Alors qu'ils essaient de libérer le Sunny, Pedro révèle qu'il avait déjà navigué sur Totto Land avec Pekoms, en tant qu'explorateurs à la recherche de ponéglyphes. Cependant, il a été vaincu dans le territoire de Big Mom, mais il est prêt à y revenir parce qu'il sait que Caborage et Chavipère pensent que l’équipage de Chapeau de paille seront ceux qui changeront le monde. Il veut maintenant les aider à obtenir le Road Ponéglyphe de Big Mom et il se faufilera dans le château de Whole Cake afin de l'obtenir, tandis que les autres sauveront Sanji. Le lendemain matin, l'équipe atteint finalement l'île Tougato. Ils s'approchent de la côte et Luffy y voit Sanji. [Chapitre 830] |                                                                          |                                                                     |                                                               |                       |
| 791 | Une forêt sucrée. Luffy contre Luffy !                                   | お菓子な森 ルフィVSルフィ!?                                         | Okashi na Mori - Rufi tai Rufi!?                              | 4 juin 2017           |
| Alors que Pedro et Brook prennent le Shark Submerge III pour aller dans les aux de l'île Tougato afin de chercher le Road Ponéglyphe, le reste de l'équipage atterrit sur l'île. Ils y voient Sanji à plusieurs reprises et ils sont forcés de le pourchasser mais il leur échappe. Ils finissent dans une forêt faite principalement de bonbons et ils rencontrent un crocodile parlant qui manque de peu de les manger. Alors qu'ils poursuivent Sanji, Luffy rencontre soudainement une copie de lui en miroir qui reflète parfaitement ses mouvements. Sans savoir ce qui se passe, Luffy attaque son duplicata, qui fait exactement les mêmes attaques. [Chapitre 831] |                                                                          |                                                                     |                                                               |                       |
| 792 | Le sbire de Big Mom. Luffy et la forêt de la tentation !                 | マムの刺客 ルフィと誘惑の森!                                        | Mamu no Shikaku - Rufi to Yūwaku no Mori!                     | 11 juin 2017          |
| Nami, Chopper et Carrot échappent à Randolph, un lapin anthropomorphe, qui les attaque sans relâche. Ils finissent par rencontrer un homme très grand qui est enterré dans le sol jusqu'à son cou. À l'insu du trio, tout ce qui se trouve dans la forêt de la tentation est vivant et ils essayent de les piéger et de les tuer. Pendant ce temps, Sanji est arrivé au château où vit sa famille. Yonji réprimande son frère pour avoir essayé de résister à son mariage arrangé, mais leur discussion finit au combat entre eux. De retour dans la forêt, le trio se réunit avec Luffy alors qu'ils tentaient de rejoindre le rivage. Cependant, à chaque fois qu'ils essayaient de s'échapper, ils retombaient sur l'homme enterré. Ils se rendent alors compte que tout est vivant dans la forêt et le Luffy qui était avec eux se révèle être le duplicata que le combat combattait plus tôt. Cette personne révèle être la 8e fille de la famille Charlotte, Charlotte Brûlée. Brûlée capture Nami et se prépare à la découper avec ses ongles. [Chapitre 831-832] |                                                                          |                                                                     |                                                               |                       |
| 793 | L'empire flottant. Judge, le roi des Germa !                             | 海遊国家 ジェルマの王ジャッジ                                       | Kaiyū Kokka - Jeruma no Ō Jajji                               | 18 juin 2017          |
| La seule nation maritime du monde, le Royaume de Germa, se réunit sur l'île Tougato alors que Sanji souffle dans sa chambre. Là, il est abordé par son père, Judge Vinsmoke. Lorsque Sanji se montre froid avec lui, il défie son fils étranger dans un duel. Lors du combat, il se souvient d'avoir été maltraité, quand il était enfant, par ses trois frères, et Judge n'avait rien fait pour les arrêter. Pendant ce temps, Luffy est chassé par la flore anthropomorphique de la forêt de la tentation alors qu'il cherchait ses coéquipiers. [Chapitre 832-833] |                                                                          |                                                                     |                                                               |                       |
| 794 | Le père contre le fils. Judge affronte Sanji !                           | 父子対決 ジャッジVSサンジ！                                         | Fushi Taiketsu - Jajji tai Sanji!                             | 25 juin 2017          |
| Sanji et Judge continuent à se battre, mais le cuistot est submergé par les armes technologique de son père. Ce dernier sacrifie un de ses soldats pour bloquer une attaque de son fils et le vaincre. Après le combat, Reiju soigne les blessures de Sanji et Judge lui annonce qu'il a placé des menottes explosifs sur ses poignets pour le forcer à se marier. Pendant ce temps, Brook et Pedro rejoignent Sweet City et ils voient un journal avec une image de Jinbe sur la première page. Dans le même temps, Luffy continue à traverser la forêt de la tentation et il est attaqué par la flore anthropomorphique. Il les bat mais il trouve soudainement Nami, Chopper, Carrot, Sanji et Pudding. Il les poursuit mais aucun ne lui parle ou ne le reconnaît. [Chapitre 833-834] |                                                                          |                                                                     |                                                               |                       |
| 795 | Rêves de grandeur. Big Mom et César !                                    | 巨大な野望 ビッグ・マムとシーザー                                   | Kyodai na Yabō - Biggu Mamu to Shīzā                          | 2 juillet 2017        |
| Brook et Pedro s'infiltrent à Sweet City et ils découvrent, dans le journal local, que Jinbe a renoncé à son départ de l'équipage de Big Mom. Ils rencontrent alors Pudding, obligée d'essayer des robes de mariée, ainsi que le baron Delœuf, qui révèle que Big Mom est au courant de l'infiltration de l'équipage de Chapeau de paille sur l'île. Pendant ce temps, sur la côte nord-ouest de l'île Tougato, Capone Bege se prépare à tirer sur Pekoms, capturé, car il n'a pas accepté une certaine proposition. Avant de se faire tirer dessus, il le met en garde par rapport à Big Mom. Pekoms tombe blessé dans une mer infestée de requins. Plus tard, dans le château de Whole Cake, Big Mom s'entretient avec César Clown, alors qu'elle cherche à découvrir les résultats de la recherche sur la gigantification que le scientifique devait effectuer. César, sachant que c'était impossible, avait utilisé les fonds prêtés par Big Mom pour ses propres plaisirs. Il remet alors la faute sur Luffy et Law qui ont détruit son laboratoire. Cependant, Big Mom révèle qu'elle a demandé à son fils aîné Charlotte Slurp de faire un laboratoire identique grâce à son fruit de la léchouille. Elle donne à César deux semaines pour compléter ses recherches, avant que Slurp ne le transforme en sucrerie. Dans la forêt de la tentation, Luffy capture des doubles de Sanji et de Pudding qui agissent comme des animaux. Il les attrape et les jette dans une pile de doubles déjà capturés. [Chapitre 834] |                                                                          |                                                                     |                                                               |                       |
| 796 | Le royaume des âmes. Le terrible pouvoir de Big Mom !                    | 魂の国 マムの恐るべき能力！                                         | Tamashī no Kuni - Mamu no Osorubeki Nōryoku!                  | 9 juillet 2017        |
| Luffy trouve Nami dans la pile des doubles de ses équipiers et elle révèle ce qui s'est passé entre eux et Charlotte Brûlée. Cette dernière a utilisé ses pouvoirs du fruit du miroir pour piéger Carrot et la flore anthropomorphe a attaqué Nami et Chopper. Le renne s'est battu contre eux pour que Nami puisse aller chercher Luffy. Luffy et Nami demandent des informations à l'homme enterré et il révèle que toute la flore et la faune sont vivantes grâce à des fragments d'âmes fabriqués avec le fruit des âmes. Tous les six mois, elle prend des fragments d'âmes aux habitants de Totto Land et elle les distribue dans la nature. Lorsqu'ils ont demandé comment il sait cela, l'homme révèle qu'il était l'un des maris de Big Mom. Pendant ce temps, l'empereur demande à Charlotte Cracker, son 10e fils et l'un des trois généraux sucrés, d'aller tuer l'équipage de Chapeau de paille. Il traverse la forêt de la tentation et il s'approche de Luffy, de Nami et de l'ex-mari. [Chapitre 835] |                                                                          |                                                                     |                                                               |                       |
| 797 | Le grand officier. Cracker, l'un des trois généraux, entre en scène !    | 大幹部！三将星クラッカー登場                                        | Dai Kanbu! San Shōsei Kurakkā Tōjō                            | 16 juillet 2017       |
| Charlotte Cracker se confronte à Luffy et Nami et il tire l'homme enterré, Pound, hors du sol. Cracker révèle à Pound que Big Mom l'a autorisé pour le tuer, mais il le supplie de le laisser voir ses filles Chiffon et Laura une dernière fois. La mention du nom de Laura choque Nami, qui se souvient d'avoir rencontré une personne du même nom sur Thriller Bark. Elle se souvient d'avoir une carte de vie pointant vers la mère de Laura et elle se rend compte, grâce à la carte, que sa mère est Big Mom. Randolph, Charlotte Brûlée et King Baum arrivent pour tuer Luffy et Nami. Brûlée révèle qu'elle a piégé Carrot et Chopper dans un miroir et qu'elle brise. Cracker lui dit que tuer les ennemis est maintenant sa responsabilité et il tente d'exécuter Pound. Cependant, Luffy bloque son épée, et pendant qu'ils se font face, Nami et Pound s'enfuient. Ils sont poursuivis par Brûlée et les homies, mais Nami sort la carte de vie de Laura. Elle émet l'aura de la puissante âme de Big Mom, ce qui rend tous les homies immobiles. [Chapitre 835-836] |                                                                          |                                                                     |                                                               |                       |
| 798 | Un ennemi à huit cent millions. Luffy contre Cracker aux mille bras !    | 8億の敵 ルフィVS千手のクラッカー                                    | 8 Oku no Teki - Rufi VS Senju no Kurakkā !                    | 23 juillet 2017       |
| Cracker domine Luffy dans le duel, révélant qu'il peut multiplier ses bras et ses jambes en tapotant sur son corps. Pendant ce temps, Nami et Pound sont confrontés à Brûlée, qui dit à Nami que d'autres membres de la Génération Terrible, comme Kidd, Apoo, Bege et Urouge, avaient envahi leur territoire avant d'être rapidement terrassés sans même rencontrer Big Mom. Urouge avait réussi à vaincre l'un de leurs généraux sucrés, mais il fut plus tard battu par Cracker. Brûlée attaque Nami et elle essaie de l'emprisonner dans son monde des miroirs, mais Pound attaque sa belle-fille, le désignant comme un ennemi de l'équipage de Big Mom. Cependant, Nami frappe Brûlée avec un coup de foudre et elle la renvoie dans son monde des miroirs. Pendant ce temps, Luffy continue de combattre Cracker avec détermination. [Chapitre 836-837] |                                                                          |                                                                     |                                                               |                       |
| 799 | Fini de jouer. Gear Fourth contre fruit du biscuit !                     | 全力勝負 ギア 4VSビスビスの能力                                     | Zenryoku Shōbu - Gia Fōsu VS Bisu Bisu no Nōryoku             | 30 juillet 2017       |
| Au Royaume de Germa, Sanji est informé par Reiju que ses deux grands frères Ichiji et Niji arriveront demain sur l'île Tougato. Dans la forêt de la tentation, Luffy combat Cracker en utilisant ses plus fortes techniques en Gear Second et en Gear Third, mais il est dominé par la puissance du fluide offensif de son adversaire. Le général sucré finit par bloquer le jeune pirate et il affirme que Sanji Vinsmoke ne voudra jamais retourner dans son équipage. Ces paroles énervent Luffy, qui réussit à libérer un bras pour activer le Gear Fourth. Cracker tente le bloquer le Gum Gum Kong Gun mais sa protection vole en éclats. Après avoir été mis à terre, l'homme à 800 millions se relève et il attaque Luffy avec son épée, mais ce dernier brise son arme et le coupe en deux avec un autre Gum Gum Kong Gun. C'est alors qu'un homme sort de celui qui vient d'être détruit et il attaque Luffy avec son épée. Cet homme se révèle être le vrai Charlotte Cracker et que l'homme qui a été coupé en deux n'était qu'une armure fabriquée grâce aux pouvoirs du fruit du biscuit. Ne supportant pas les blessures, Cracker se bat toujours avec une armure qu'il peut créer en tapotant dans ses mains. C'est alors qu'il crée plusieurs soldats identiques à celui que Luffy a brisé, mais ce dernier affirme tout de même qu'il reverra Sanji. [Chapitre 837-838] |                                                                          |                                                                     |                                                               |                       |
| 800 | L'aîné et son cadet. La famille Vinsmoke se rassemble !                  | 1と2 集結！ヴィンスモーク家                                         | Ichi to Ni - Shūketsu! Vinsumōku Ka                           | 6 août 2017           |
| Luffy continue de lutter contre les soldats en biscuit de Cracker. Chaque fois qu'il les détruit, Cracker en fait plus, et le général sucré attaque Luffy lorsqu'il voit une ouverture. Cependant, Nami a mis les homies sous son commandement et elle les oblige à attaquer Cracker contre leur volonté. Chopper et Carrot décident d'exploiter le monde des miroirs, comprenant qu'ils peuvent accéder à tous les miroirs de l'île Tougato. Brook et Pedro réussissent à se cacher dans un soldat en biscuit qui se dirigent vers le château de Whole Cake. Le lendemain, les frères aînés de Sanji, Ichiji Vinsmoke et Niji Vinsmoke, arrivent au Royaume de Germa. Cependant, lorsque la famille Vinsmoke se réunit lors d'un repas, Sanji et Niji se confrontent après le traitement qu'a fait ce dernier envers la cuisinière et la nourriture. [Chapitre 838-839] |                                                                          |                                                                     |                                                               |                       |
| 801 | La vie de mon bienfaiteur. Sanji et Zeff le chef !                       | 恩人の命 サンジと料理長 (オーナー) ゼフ                             | Onjin no Inochi - Sanji to Ōnā Zefu                           | 13 août 2017          |
| Luffy ne réussit pas à vaincre Cracker avant que le Gear Fourth ne soit épuisé, et il se retrouve obligé de se cacher dans la forêt de la tentation pendant dix minutes, mais son ennemi envoie ses soldats pour le chercher. Pendant ce temps, Sanji est mis dos au mur lorsque Judge révèle que s'il n'obéit pas, Zeff, le patron du Baratie sur East Blue, sera tué. Sanji se souvient alors que Zeff a abandonné sa jambe pour le sauver et qu'il le considère comme son vrai père. [Chapitre 839] |                                                                          |                                                                     |                                                               |                       |
| 802 | Sanji voit rouge. Le secret du Germa 66 !                                | 怒りのサンジ ジェルマ66 (ダブルシックス)の秘密                      | Ikari no Sanji - Jeruma Daburu Shikkusu no Himitsu            | 20 août 2017          |
| Nami sauve Luffy des soldats de Cracker avec l'aide de King Baum et des homies qu'elle a asservies. Elle oblige alors les homies d'attaquer les soldats le temps que Luffy retrouve son fluide. Seulement, Cracker les rattrape et il coupe le sommet de King Baum, croyant que ce dernier ait trahi Big Mom. Pendant ce temps, dans le monde des miroirs, Chopper et Carrot tentent de retrouver Sanji, mais ils ignorent que Brûlée les pourchasse. Au royaume de Germa, Niji agresse Cosette après que Sanji l'ait défendue lors du repas, et ce dernier devient enragé quand il la retrouve couverte de blessures. Yonji propose d'emmener Sanji jusqu'à Niji, mais il l'amène au dépôt de soldats du Germa 66. Il révèle que les soldats sont fabriqués à travers des techniques de clonage illégales créées par Judge et Végapunk. Sanji est consterné, mais quand Ichiji et Niji entrent dans la salle, il donne un violent coup de pied dans la tête de ce dernier. [Chapitre 839-840] |                                                                          |                                                                     |                                                               |                       |
| SP 12 | Épisode d'East Blue : La grande aventure de Luffy et de ses 4 compagnons | エピソードオブ東の海（イーストブルー）～ルフィと4人の仲間の大冒険～ | Episōdo obu Īsuto Burū: Rufi to Yo-nin no Nakama no Dai-bōken | 26 août 2017          |
| 803 | Le passé renié. Vinsmoke Sanji !                                         | 捨てた過去 ヴィンスモーク・サンジ                                   | Suteta Kako - Vinsumōku Sanji                                 | 27 août 2017          |
| Nami affronte Cracker et elle essaie d'utiliser diverses techniques contre lui, mais elles s'avèrent inefficaces et il la domine. Cependant, Luffy retrouve son fluide et il retourne se battre en mettant un coup de poing à Cracker. Au royaume de Germa, Sanji ne peut pas continuer à se battre contre Niji en raison de la menace sur Zeff, ce qui permet à ce dernier de le mettre à terre. Alors que ses trois frères le décrivent comme un raté, Sanji se souvient de son enfance au royaume de Germa. Judge avait donné des capacités surhumaines à ses frères et à sa sœur et il les avait formés, mais Sanji était toujours loin de leurs performances. Lorsque son père a découvert que Sanji ne possédait aucune capacité surhumaine, il a falsifié la mort de Sanji en enfermant son troisième fils dans un cachot avec un masque de fer pour faire comme s'il n'avait jamais existé. [Chapitre 840] |                                                                          |                                                                     |                                                               |                       |
| 804 | Cap sur East Blue. Sanji prend la mer !                                  | 東の海 (イースト･ブルー) へ サンジ決意の船出                        | Īsuto Burū e - Sanji Ketsui no Funade                         | 3 septembre 2017      |
| Alors que Sanji restait enfermé dans les cachots du royaume de Germa, il se souvient du jour où il a apporté un repas qu'il avait cuisiné à sa mère malade, qui mourut quelque temps plus tard. Six mois après sa détention, le Germa 66 traversa Red Line pour rejoindre East Blue. Une fois arrivés à Kozia, Reiju décide d'aider Sanji à s'échapper. Alors qu'il cherchait la clé de son casque dans la chambre de son père, il tomba sur ce dernier. Judge accepte de le laisser partir à la condition qu'il ne dise à personne qu'il fait partie de la famille Vinsmoke. Reiju, en pleurs, l’amène ensuite vers un navire et Sanji court vers celui-ci afin de fuir. [Chapitre 841] |                                                                          |                                                                     |                                                               |                       |
| 805 | Repousser les limites. Luffy contre les biscuits infinis !               | 限界勝負 ルフィと無限ビスケット                                     | Genkai Shōbu - Rufi to Mugen Bisuketto                        | 17 septembre 2017     |
| Nami produit de la pluie pour rendre les soldats en biscuit mangeables, ce qui permet à Luffy de les dévorer pour les mettre hors d'état de nuire. Cela dure plusieurs heures, ce qui finit par épuiser et énerver Cracker, mais l'estomac de Luffy est presque à sa limite. Pendant ce temps, Brûlée retrouve Chopper et Carrot dans le monde des miroirs et elle commence à les chasser avec une faux. Au royaume de Germa, Reiju donne à Sanji un masque pour cacher ses blessures alors que la famille Vinsmoke se prépare à se diriger vers le château de Whole Cake. Sanji révèle à Reiju comment il a obtenu sa chevalerie envers les femmes, à travers l'exemple parental de Zeff. [Chapitre 841-842] |                                                                          |                                                                     |                                                               |                       |
| 806 | La puissance de l'estomac plein. Tank Man, la nouveauté du Gear Fourth ! | 満腹の力 新ギア４タンクマン！                                       | Manpuku no Chikara - Shin Gia Fōsu Tankuman !                 | 24 septembre 2017     |
| Luffy se retrouve avec un estomac plein après avoir mangé tous les biscuits de Cracker pendant plusieurs heures, mais il refuse d'abandonner. Le général sucré décide alors de l'attaquer lui-même. Cependant, Luffy active une autre forme du Gear Fourth connue sous le nom de Tank Man, version ventre plein. Cracker est incapable de le percer et il est aspiré dans son corps gonflé. Luffy l'éjecte de son ventre avec le Gum Gum Canon Ball, ce qui le fit voler jusqu'à Sweet City. Son corps inconscient est découvert par Opéra, Mont d'Or et Galette, qui mettent Sweet City en état d'urgence. Malgré la victoire de Luffy, Pound et King Baum l'avertissent que Big Mom risque de riposter. Pendant ce temps, Chopper et Carrot retrouvent Sanji à travers un miroir et ils apprennent sa destination, mais ils sont capturés par Brûlée. La famille Vinsmoke part à la rencontre de Big Mom au château de Whole Cake, et Sanji pense à son équipage alors qu'il a atteint le point de non-retour. [Chapitre 842-843] |                                                                          |                                                                     |                                                               |                       |
| 807 | Un duel déchirant. Luffy contre Sanji ! - 1re partie                     | 哀しき決闘 ルフィVSサンジ                                           | Kanashiki Kettō - Rufi VS Sanji                               | 1er octobre 2017      |
| Alors que la famille Vinsmoke se dirige vers le château de Whole Cake, Sanji a des souvenirs de son évasion du royaume de Germa, de sa rencontre Zeff et de son arrivée dans l'équipage de Chapeau de paille. Luffy et Nami conduisent King Baum hors de a forêt de la tentation et ils contactent Chopper et Carrot, qui révèlent où se dirige Sanji alors qu'ils sont poursuivis par Brûlée. Ils parviennent à se cacher à nouveau, mais Brûlée fait entrer Randolph, sa grue et Aristocroco dans le monde des miroirs pour l'aider à chasser le duo. Luffy et Nami finissent par retrouver Sanji, et le capitaine se jette sur la voiture à chat, content de revoir son compagnon. Cependant, Sanji envoie Luffy hors de la voiture à chat avec un violent coup de pied, prétendant avoir accepté son héritage royal et avoir renié Luffy. [Chapitre 843] |                                                                          |                                                                     |                                                               |                       |
| 808 | Un duel déchirant. Luffy contre Sanji ! - 2e partie                      | 哀しき決闘 ルフィVSサンジ                                           | Kanashiki Kettō - Rufi VS Sanji                               | 1er octobre 2017      |
| Luffy refuse de reculer face à l'hostilité de Sanji, ce qui oblige ce dernier à l'affronter et à l'attaquer avec sa jambe à la diable. Malgré les attaques brutales de Sanji, Luffy refuse de se battre ou de battre en retraite, et Nami supplie le cuistot d'arrêter, en vain. Finalement, Sanji frappe Luffy avec un coup de pied en l'air et il retourne vers sa famille après que Nami l'ait giflé. Après s'être relevé, Luffy déclare à Sanji qu'il va rester à cet endroit et ne pas manger jusqu'à ce qu'il revienne, car il ne pourra pas devenir le roi des pirates sans lui. En entendant son capitaine, Sanji s'effondre en larmes alors que la voiture à chat reprend son chemin vers le château de Whole Cake. [Chapitre 843-844] |                                                                          |                                                                     |                                                               |                       |
| 809 | La tempête de la vengeance. L'armée furieuse attaque !                   | 復讐の嵐 怒りの軍団襲来！                                           | Fukushū no Arashi! Ikari no Gundan Shūrai!                    | 15 octobre 2017       |
| Après avoir appris la défaite de Cracker, Big Mom crée une grosse tempête avant d'envoyer une armée gigantesque afin de se venger de Luffy. Elle part ensuite rencontrer la famille Vinsmoke pour le déjeuner, et alors qu'ils échangent des louanges, Pudding demande à Sanji par note de la rencontrer en privé plus tard. Aux extrémités de Sweet City, Luffy, Nami et King Baum observent l'armée de la colère se diriger vers eux, mais le capitaine de l'équipage de Chapeau de paille refuse de quitter le lieu où il doit attendre Sanji. [Chapitre 845] |                                                                          |                                                                     |                                                               |                       |
| 810 | La fin d'une aventure. Sanji fait le grand saut !                        | 冒険の終わり サンジ決意のプロポーズ                                 | Bōken no Owari - Sanji Ketsui no Puropōzu                     | 22 octobre 2017       |
| Luffy fait face avec détermination à l'armée de la colère de Big Mom et il décime les hordes de soldats. Il se bat contre les membres de rang plus élevé de l'équipage de Big Mom, mais Nami et King Baum reviennent pour l'aider et elle décime une grande partie des soldats avec un immense coup de foudre. Alors qu'à l'extérieur, la bataille fait rage, Sanji parle à Pudding dans sa chambre et, pour tirer le meilleur parti de sa situation, il accepte de l'épouser le lendemain et de faire une nouvelle vie avec elle. [Chapitre 845] |                                                                          |                                                                     |                                                               |                       |
| 811 | Je ne bougerai pas. Luffy contre l'armée furieuse !                      | ここで待つ ルフィVS怒りの軍団                                       | Koko de Matsu - Rufi tai Ikari no Gundan                      | 29 octobre 2017       |
| Dans le monde des miroirs, Chopper et Carrot se battent contre Brûlée et ses sbires mais ils sont surmenés par leurs clones. Dans le château de Whole Cake, Sanji conclut un marché avec Big Mom afin d'épargner ses amis s'il se marie sans résister. Dans la bataille contre l'armée de la colère, Amande bisecte King Baum, Galette immobilise Nami, et bien que Luffy continue de se battre, il est finalement vaincu par Counter et Cazenda. Il essaie de rester sur place alors que l'armée l'emmène avec Nami, mais il est assommé par Counter. [Chapitre 846] |                                                                          |                                                                     |                                                               |                       |
| 812 | L'infiltration du château. Voler le ponéglyphe indicateur !              | 城内潜入 奪え！ロード歴史の本文（ポーネグリフ）                     | Jōnai Sennyū Ubae - Rōdo Pōnegurifu                           | 5 novembre 2017       |
| Le baron Delœuf augmente la sécurité autour des trois ponéglyphes de l'équipage de Big Mom dans la salle des trésors, aidé par la générale sucrée Charlotte Smoothie. Brook les espionne et il retourne parler à Pedro de la sécurité avant d'élaborer un plan pour la contourner. Dans le monde des miroirs, Brûlée et ses acolytes capturent Chopper et Carrot et ils sont sur le point de cuire cette dernière. Cependant, les deux conçoivent un plan afin de les vaincre. Pendant ce temps, Big Mom montre à la famille Vinsmoke sa collection de créatures rares emprisonnées dans des livres par Mont d'Or. Dans la prison, Luffy se réveille et il voit que Nami et lui sont attachés ensemble dans un livre. Big Mom appelle Luffy et Nami par escargophone pour discuter avec eux, mais à sa grande surprise, le jeune pirate la défie. [Chapitre 846-847] |                                                                          |                                                                     |                                                               |                       |
| 813 | Rencontre fatidique. Luffy et Big Mom !                                  | 因縁の対面 ルフィとビッグ・マム！                                   | Innen no Taimen - Rufi to Biggu Mamu!                         | 12 novembre 2017      |
| La conversation entre Luffy et Big Mom se poursuit, et Nami affirme être une amie avec une de ses filles, Laura. Cette dernière ayant trahi sa mère, Big Mom entra dans une grande colère, mais elle se calma en se rappelant du mariage qui aura lieu le lendemain. Cependant, Luffy affirme que c'est lui qui rira à la fin. Pendant ce temps, Pedro fait l’appât en attirant Smoothie et le baron Delœuf hors de la salle des trésors, ce qui laisse le champ libre à Brook pour tenter de voler les ponéglyphes. [Chapitre 847-848] |                                                                          |                                                                     |                                                               |                       |
| 814 | Le rugissement de l'âme. L'assaut éclair de Brook et Pedro !             | 魂の叫び ブルック＆ペドロ電撃作戦                                   | Tamashī no Sakebi - Burukku & Pedoro Dengeki Sakusen          | 19 novembre 2017      |
| Grâce à la distraction de Pedro, Brook parvient à se faufiler dans la salle des trésors. Avec son fruit du démon, il bat très facilement les soldats par le pouvoir de l'âme. Dans la maison de Brûlée, il est révélé qu'elle et ses acolytes ont en réalité capturé un clone miroir de Carrot. La vraie Carrot fait une embuscade sur ses ennemis et elle donne un coup de pied dans le pot d'eau bouillante, qui finit par tomber sur Brûlée. Chopper se libère et il active le Monster Point pour contre-attaquer. Alors que Sanji cueille des fleurs pour Pudding, cette dernière se rend à la prison pour rendre visite à Luffy et Nami. Elle avoue avoir échoué à leur emmener Sanji et Luffy et Nami sont choqués d'apprendre qu'il a accepté le mariage. [Chapitre 848-849] |                                                                          |                                                                     |                                                               |                       |
| 815 | Adieu. Les pleurs et la décision de Pudding !                            | さよなら プリン涙の決意                                             | Sayonara - Purin Namida no Ketsui                             | 26 novembre 2017      |
| Pudding révèle quelque chose en chuchotant, ce qui choque Nami et Luffy. Après son départ, il tente de s'échapper de la prison. Dans le monde des miroirs, Chopper et Carrot exécutent leur contre-attaque et ils battent Brûlée et tous ses sbires. Ils ont ensuite l'idée d'utiliser les pouvoirs de Brûlée pour explorer le monde des miroirs afin de retrouver tous leurs compagnons. Dans la salle des trésors, Brook bat tous les gardes et il commence à copier les ponéglyphes. Cependant, Big Mom en personne entre dans la pièce et elle le confronte. Pendant ce temps, le baron Delœuf affronte Pedro dans la cour du troisième étage et il est révélé que Pedro a perdu 50 ans de son espérance de vie lors de son invasion sur l'île Tougato il y a cinq ans, et qu'ils ont aussi perdus leurs yeux gauches. Dans le même temps, la famille Vinsmoke s'accordent pour garder Pudding dans le royaume de Germa après le mariage afin d'empêcher l'équipage de Big Mom de profiter de leurs affaires. Reiju se faufile autour du château, mais elle est soudainement agressée dans un jardin par quelqu'un avec une arme à feu. Elle parvient à rentrer à l'intérieur, mais elle s'effondre après ses blessures. [Chapitre 848-849] |                                                                          |                                                                     |                                                               |                       |
| 816 | La vindicte de l'œil gauche. Pedro contre le baron Delœuf !              | 左眼の因縁 ペドロVSタマゴ男爵                                       | Hidarime no Innen - Pedoro VS Tamago Danshaku                 | 3 décembre 2017       |
| Après avoir attaché Brûlée, Chopper et Carrot parcourent le monde des miroirs afin de trouver leurs compagnons. Dans la prison, Luffy tente de s'arracher les bras dans le but de pouvoir d'échapper. Pendant ce temps, Brook se prépare à se battre contre Big Mom pour récupérer une copie du Road Ponéglyphe, mais cette dernière convoque Zeus, Prométhée et Napoléon. Dans la cour du troisième étage du château de Whole Cake, Pedro affronte le baron Delœuf et il se souvient de la première intrusion qu'il avait faite sur l'île Tougato 5 ans plus tôt. Avec son compagnon Zepo, il avait tenté de voler le Road Ponéglyphe mais après avoir coupé l’œil du baron Delœuf, ils avaient été capturés par Big Mom. Zepo avait tourné la roulette et l'impératrice l'avait tué en prenant son espérance de vie. Grâce aux plaidoiries de Pekoms et à son abandon de son œil gauche, Pedro avait pu survivre mais Big mom lui avait pris 50 ans de son espérance de vie. Dans le présent, après avoir pris un violent coup de la part du baron Delœuf et après avoir affirmé qu'il voulait aider l'équipage de Chapeau de paille, Pedro découpe son adversaire en deux. [Chapitre 850] |                                                                          |                                                                     |                                                               |                       |
| 817 | Triste mégot. Dure nuit pour le futur marié !                            | シケモク サンジの結婚前夜                                           | Shikemoku - Sanji no Kekkon Zen'ya                            | 10 décembre 2017      |
| Luffy continue d'essayer de s'échapper de la prison en s'arrachant ses mains. Alors que Sanji allait apporter un dîner à Pudding, il écouta une conversion entre cette dernière et sa sœur Reiju. Elle révèle sa vraie nature et le complot de l'équipage de Big Mom qui vise à assassiner la famille Vinsmoke pendant le mariage. Plus tôt, à la prison, Pudding avait révélé à Luffy et Nami qu'elle a l'intention de tuer Sanji pendant le mariage et que Big Mom n'a pas l'intention de les laisser en vie. Après avoir révélé les plans de sa mère, Pudding se moqua de Reiju et de Sanji alors que son fiancé resta sous la pluie avec le cœur brisé. [Chapitre 850-851] |                                                                          |                                                                     |                                                               |                       |
| 818 | Une âme à toute épreuve. Brook contre Big Mom !                          | 不屈の魂（ソウル） ブルックVSビック・マム                           | Fukutsu no Souru - Burukku tai Biggu Mamu                     | 17 décembre 2017      |
| Après avoir révélé la vérité au sujet du mariage, Pudding modifie les souvenirs de Reiju grâce au fruit des souvenirs et elle l'emmène à l'infirmerie afin qu'elle puisse aller à la partie de thé le lendemain. Dans la salle des trésors, Brook tente d'attaquer Big Mom avec sa rapidité, mais elle repousse ses assauts. Ses homies se révèlent résistants grâce à son pouvoir du fruit des âmes, mais même après avoir concédé plusieurs attaques de leur part, Brook continue de se relever. Dans le monde des miroirs, Chopper et Carrot découvrent que les miroirs peuvent leur indiquer la position de leurs compagnons. Pendant ce temps, Luffy continue de s'arracher les bras, mais Opéra se prépare à torturer Nami pour qu'elle révèle la position de Laura. Soudainement, Jinbe arrive et il attaque Opéra pour libérer Luffy et Nami. [Chapitre 851] |                                                                          |                                                                     |                                                               |                       |
| 819 | Le souhait de Sora. Sanji, le Germa raté !                               | 母 (ソラ) の願い ジェルマの失敗作サンジ                             | Sora no Negai - Jeruma no Shippaisaku Sanji                   | 24 décembre 2017      |
| Reiju se réveille dans l'infirmerie et Sanji arrive pour lui dire la vérité concernant ses souvenirs et Pudding. Pendant ce temps, Luffy et Nami sont délivrés par Jinbe. Après avoir entendu les paroles de son frère, Reiju, le croyant, lui dit qu'elle veut laisser Big Mom achever son plan d’anéantissement de la famille Vinsmoke et qu'il faut qu'il s'en aille de son côté avec l'équipage de Chapeau de paille. Elle révèle à Sanji que leur mère Sora était contre la modification génétique de ses enfants et qu'elle a pris un médicament pour empêcher ça. Sanji est le seul qui est resté humain grâce à ce procédé. En larmes, Reiju lui dit que c'est le Vinsmoke qui hérite des émotions de Sora et qu'elle n'a jamais vu une personne aussi merveilleuse que lui. [Chapitre 852] |                                                                          |                                                                     |                                                               |                       |
| 820 | Il faut rejoindre Sanji. Le terrible assaut de Luffy !                   | サンジの元へ ルフィ逆襲の大激走!                                    | Sanji no Moto e - Rufi Gyakushū no Dai Gekisō!                | 7 janvier 2018        |
| Dans la cour du château, le baron Delœuf se régénère, grâce au fruit de l’œuf, dans une forme plus forte connue sous le nom du vicomte Dupoussin. Pedro combat Dupoussin et il parvient à le vaincre, mais avant qu'il ne se régénère en tant que comte Ducoq, Pedro lance une série de bombes et il tente d'éliminer tous les ennemis environnants dans une explosion massive. Dans la salle des trésors, l'épée de Brook est incapable de percer la peau de Big Mom et il est finalement vaincu, mais il réussit à blesser Prométhée. À l'extérieur de la pièce, Smoothie entend parler de l'évasion de Luffy et elle ordonne que les étages inférieurs soient bloqués afin que Big Mom ne le découvre pas. Pudding entre alors dans la salle et Big Mom révèle à Brook qu'elle peut éveiller la capacité de lire les ponéglyphes avec son troisième œil. Elle demande à Big Mom si elles peuvent parler dans la chambre de cette dernière. Plus bas dans le château, Luffy se bat contre Charlotte Cadenza et il l'assomme après l'avoir étouffé lorsqu'il lui demandait la position de Sanji. A l'infirmerie, Reiju encourage son frère à s'échapper et à laisser mourir sa famille, puis lui révèle qu'elle a remplacé les poignets explosifs par des faux, ce qui lui permettra de partir sans répercussions. [Chapitre 852-853] |                                                                          |                                                                     |                                                               |                       |
| 821 | Pagaille au château. Luffy fonce au lieu de rendez-vous !                | 城内 (シャトー) 動乱 ルフィ約束の場所へ                             | Shatō Dōran - Rufi Yakusoku no Basho e                        | 14 janvier 2018       |
| Après que Pedro a fait exploser une série de bombes dans la cour du château, Chopper l'emmène dans le monde des miroirs à temps. En voyageant à l'intérieur, ils parviennent à localiser Nami et Jinbe alors qu'ils se battent contre l'équipage de Big Mom. Pendant ce temps, Luffy continue de courir à travers le château et il se confronte à Cabaletta, qui a l'intention de venger Cadenza. Après un bref affrontement, il parvient à le vaincre et il continue sa route. Luffy finit par atterrir à l'infirmerie, où Reiju le cache des soldats. Elle l'informe que Sanji est au courant de la personnalité de Pudding et il décide de retourner à l'endroit où il avait promis de l'attendre. Après avoir sauté du château et atterri à Sweet City, Luffy est confronté à des soldats. En errant dans les couloirs du château, Sanji prend la décision de ne pas revenir dans l'équipage de Chapeau de paille et de mourir au mariage le lendemain.[Chapitre 853-854] |                                                                          |                                                                     |                                                               |                       |
| 822 | C'est décidé, au revoir. Sanji et le casse-croûte des pirates !          | 別れの決意 サンジと麦わら弁当                                       | Wakare no Ketsui - Sanji to Mugiwara Bentō                    | 21 janvier 2018       |
| Après avoir amené Jinbe et Nami dans le monde des miroirs, l'équipe continue de chercher Luffy, Sanji et Brook. À l'intérieur de la chambre de Big Mom, cette dernière continue de tenir Brook captif et elle passe en revue le plan d'assassinat de la famille Vinsmoke avec Pudding. La famille Charlotte et l'équipage de Big Mom ont une réunion et ils discutent des statuts des intrus. Après qu'Opéra ait menti sur le sort de Luffy et de Nami, Mont d'Or déclare que tous les intrus ont été tués ou arrêtés. Cependant, ce dernier ne fait pas confiance à Opéra et il ordonne aux soldats d'augmenter la surveillance du château. Dans les rues de Sweet City, Luffy se bat contre deux soldats et deux membres de l'équipage de Big Mom. À cause de sa faim, Luffy bat difficilement ses adversaires. Dans les couloirs du château, Sanji est assis et il décide d'accepter la mort. Bobbin l'aperçoit et alors qu'il est sur le point de manger un morceau de viande du bento de Sanji, ce dernier lui donne un violent coup de pied puis il s'enfuit. [Chapitre 854] |                                                                          |                                                                     |                                                               |                       |
| 823 | Le sommeil agité de l'Impératrice. Opération sauvetage pour Brook !      | 四皇の寝返り ブルック救出大作戦!                                    | Yonkō no Negaeri - Burukku Kyūshutsu Daisakusen!              | 28 janvier 2018       |
| Bobbin décide de poursuivre Sanji alors que ce dernier s'enfuit. Pendant ce temps, l'équipe du monde des miroirs trouve le miroir menant à Brook, mais ils s’aperçoivent que c'est celui qui mène à la chambre de Big Mom. Alors que l'impératrice dort, l'équipe prépare un plan visant à récupérer Brook et à le remplacer par un autre squelette. Après trois tentatives infructueuses, ils réussissent à récupérer Brook. Alors que Sanji se précipite vers l'endroit où Luffy a promis de l'attendre, ce dernier s'approche aussi de sa destination, mais Charlotte Counter lui tend une embuscade. [Chapitre 855] |                                                                          |                                                                     |                                                               |                       |
| 824 | Le point de rendez-vous. Luffy lutte jusqu'au bout !                     | 約束の場所 ルフィ限界の一騎打ち                                     | Yakusoku no Basho - Rufi Genkai no Ikkiuchi                   | 4 février 2018        |
| Luffy se bat contre Charlotte Counter, mais malgré ses efforts, il se fait maîtriser. Pendant ce temps, Brook révèle à ses sauveteurs qu'il a transcrit avec succès les ponéglyphes de Big Mom. Alors que l'équipe se prépare à rechercher Sanji, Jinbe déclare qu'ils devraient le trouver avant le mariage car un complot se prépare. Il révèle aussi que Pekoms a été impliqué dans ce plan, ce qui l'a amené à être abattu par Bege. Dans le château de Whole Cake, la famille Vinsmoke célèbrent le futur mariage en buvant de l'alcool, et dans Sweet City, Bobbin est abattu par un mystérieux tireur. Pendant ce temps, Sanji atteint la périphérie de Sweet City mais il trouve pas Luffy. Cependant, il trouve son capitaine inconscient après avoir entendu son estomac. [Chapitre 855-856] |                                                                          |                                                                     |                                                               |                       |
| 825 | Menteur. Luffy et Sanji !                                                | ウソつき ルフィとサンジ                                             | Usotsuki - Rufi to Sanji                                      | 11 février 2018       |
| Après avoir vaincu Counter, Luffy s'est posé à côté des restes de King Baum. Sanji arrive et Luffy se réveille en sentant l'odeur du bento. Il lui donne le bento pour soulager la faim de son capitaine. Sanji tente encore une fois de convaincre Luffy de partir sans lui, mais en réponse, ce dernier le frappe et il l'oblige à dire ses vrais sentiments. Sanji admet en larmes qu'il veut retourner sur le Thousand Sunny mais il ne peut pas abandonner sa famille. Heureux d'entendre la réponse de son cuisinier, Luffy décide de l'aider à détruire le mariage. Alors qu'il ne reste que cinq heures et 30 minutes avant la partie de thé, Charlotte Dent-de-chien, le 2e fils de la famille Charlotte et l'un des trois généraux sucrés de l'équipage de Big Mom, arrive au château de Whole Cake. [Chapitre 856] |                                                                          |                                                                     |                                                               |                       |
| 826 | Le retour de Sanji. Saccageons le Goûter de l'enfer !                    | サンジ復活 壊せ！地獄のお茶会                                       | Sanji Fukkatsu - Kowase! Jigoku no Ochakai                    | 18 février 2018       |
| Après que Luffy et Sanji se soient réconciliés, l'équipe du monde des miroirs parvient à les contacter via un fragment de miroir. Le captaine leur révèle qu'il a l'intention de détruire la partie de thé de Big Mom et de sauver la famille Vinsmoke pour que Sanji puisse revenir dans l'équipage. Pendant ce temps, Charlotte Daifuku, le 3e fils de la famille Charlotte et le ministre des haricots, arrive au château de Whole Cake. Jinbe en vient ensuite au cas de Capone Bege et leur parle de son passé, puis il révèle qu'il complote pour assassiner Big Mom pendant la partie de thé. Alors qu'il annonce que Pekoms est en sécurité, l'homme-poisson propose à Luffy de former une alliance avec Bege. [Chapitre 857] |                                                                          |                                                                     |                                                               |                       |
| 827 | Entrevue secrète. Luffy et l'équipage du Fire Tank !                     | 密会！ルフィVSファイアタンク海賊団                                  | Mikkai! Rufi VS Faiatanku Kaizoku-dan                         | 4 mars 2018           |
| L'équipage de Chapeau de paille se rend au quartier général de l'équipage du Firetank afin de rencontrer Capone Bege. Pendant ce temps, les pirates du Soleil s'occupent de soigner Pekoms et ils le gardent vers eux pour l'empêcher d'aller dévoiler le plan d'assassinat qui se trame contre Big Mom. Tandis que Nami et Carrot prennent un bain, elles discutent avec Charlotte Chiffon. Elle leur parle du mariage arrangé de sa sœur Laura avec Loki, le prince d'Elbaf, et comment elle a gâché la potentielle alliance de Big Mom avec les géants. Après avoir fini de se laver et de changer de vêtements, Luffy et ses amis rencontrent Bege en personne. Pendant ce temps, à environ trois heures et trente minutes de la partie de thé, Charlotte Oven, le 4e fils de la famille Charlotte et le ministre de la cuisson, arrive au château de Whole Cake. [Chapitre 857-858] |                                                                          |                                                                     |                                                               |                       |
| 828 | Le pacte mortel. L'Alliance entre Luffy et Bege !                        | 死の協定 ルフィ&ベッジ連合軍!                                       | Shi no Kyōtei - Rufi Bejji Rengō-gun!                         | 18 mars 2018          |
| La rencontre entre l'équipage de Chapeau de paille et l'équipage du Firetank commence. Luffy veut frapper Bege pour ce qu'il a fait à Pekoms, et après une brève querelle, Jinbe convainc tout le monde de mettre leurs différends de côté. Bege révèle qu'il a recruté César pour son complot d'assassinat et il explique son plan pour assassiner Big Mom. Après avoir raconté l'incident concernant la photo de Mère Carmel, Luffy accepte d'être l'appât à la partie de thé. [Chapitre 858-859] |                                                                          |                                                                     |                                                               |                       |
| 829 | La botte secrète de Luffy. Le mariage de tous les complots !             | ルフィ暗躍 開演直前! 陰謀の結婚式                                   | Rufi An'yaku - Kaien Chokuzen! Inbō no Kekkonshiki            | 25 mars 2018          |
| La rencontre entre Luffy et Bege se poursuit. Ils revoient leurs plans pour la partie de thé et ils ont l'intention d'utiliser un miroir et Brûlée pour s'échapper. Après la fin de la réunion, Sanji retourne dans sa chambre au château de Whole Cake pour se préparer pour le mariage. Pendant ce temps, les pirates du Soleil se préparent à quitter Totto Land après avoir attaché Pekoms à un rocher. Les invités arrivent et tout le monde se prépare pour la partie de thé, qui aura lieu dans une heure. [Chapitre 859-860] |                                                                          |                                                                     |                                                               |                       |
| 830 | Réunion de famille . Que le Goûter de l'enfer commence !                 | 家族集結 開演！地獄のお茶会                                         | Kazoku Shūketsu Kaien! Jigoku no Osakai                       | 1er avril 2018        |
| Les seigneurs de l'ombre arrivent au château de Whole Cake afin d'assister à la partie de thé de Big Mom. Bege et son équipage sont chargés d'assurer la sécurité pour le mariage. Lorsque la famille Vinsmoke arrive, on leur demande de déposer leurs armes. Alors que l'équipage de Chapeau de paille se prépara pour le plan, Luffy se rend dans la forêt de la tentation pour attraper des animaux. Devant l'entrée de la salle où aura lieu la partie de thé, Jigra tente d'éviter la fouille mais il est abattu par Charlotte Dent-de-chien. Peu de temps après, ses hommes attaquent l'équipage de Bege mais ils sont facilement vaincus par Daifuku et Oven. Après l'arrivée des invités, Big Mom apparaît et la partie de thé commence. [Chapitre 860] |                                                                          |                                                                     |                                                               |                       |
| 831 | Les époux et leurs masques. Sanji et Pudding !                           | 仮面夫婦 サンジ♡プリン入場!                                         | Kamen Fūfu - Sanji Purin Nyūjō!                               | 8 avril 2018          |
| Alors que la partie de thé commence, Bege et César se préparent pour la tentative d'assassinat contre Big Mom. A l'intérieur de la salle, Big Mom voit le portrait de Mère Carmel et elle reçoit des cadeaux de la part des invités. Elle révèle qu'elle ouvrira le coffre Tamate qu'elle a reçu de l'île des hommes-poissons après le mariage. Pendant ce temps, Sanji s'efforce de ne pas se laisser berner par Pudding, avant qu'ils ne fassent leur entrée dans la salle pour la cérémonie de mariage. [Chapitre 861] |                                                                          |                                                                     |                                                               |                       |
| 832 | Baiser mortel. Le coup d'envoi de l'assassinat !                         | 死のキス - 四皇暗殺作戦開始!                                        | Shi no Kisu - Yonkō Ansatsu Sakusen Kaishi!                   | 15 avril 2018         |
| La cérémonie de mariage commence et après l'arrivée de Sanji et de Pudding, Streusen dévoile le gâteau de mariage, avec l'autel en haut de celui-ci. Après être arrivés sur l'autel, les deux amants commencent l'échange des vœux. Suivant le plan de Big Mom, Pudding lui révèle son troisième œil, mais Sanji lui dit que son œil est magnifique, ce que personne d'autre ne lui a dit auparavant. La jeune femme tombe en larmes et le plan de l'équipage de Big Mom part en vrille. Le prêtre tente d'assassiner Sanji mais Dent-de-chien, voyant qu'il va esquiver le coup, tire à son tour. Seulement, le cuistot esquive également ce coup et le prêtre est tué, provoquant une stupeur générale. Suivant le plan de Bege, Luffy et ses doubles s'introduisent dans la salle en détruisant le gâteau de mariage. [Chapitre 862] |                                                                          |                                                                     |                                                               |                       |
| 833 | Restitution de la coupe. La dette de Jinbe !                             | 盃返上! 侠客(おとこ)ジンベエの落とし前                              | Sakazuki Henjō! Otoko Jinbei no Otoshimae                     | 22 avril 2018         |
| Les doubles de Luffy sortent du gâteau de mariage et ils se déchaînent, ce qui enragea Big Mom. Suivant le plan de Bege, le vrai Luffy tente de casser la photo de Carmel, mais sa tentative est contrecarrée par Dent-de-chien avant que Jinbe n'intervienne pour le sauver. Il affronte alors Big Mom et il déclare son intention de quitter son équipage et afin de rejoindre celui de Luffy. Elle tente alors de lui prendre sa durée de vie, mais son absence de peur envers elle fait que ses pouvoirs n'ont aucun effet sur lui. Alors que Big Mom attaque Jinbe, Brook détruit la photo de Carmel. [Chapitre 863] |                                                                          |                                                                     |                                                               |                       |
| 834 | Échec du plan. La riposte de l'équipage de Big Mom !                     | 作戦失敗!? 反撃のビッグ・マム海賊団                                 | Sakusen Shippai!? Hangeki no Biggu Mamu Kaizoku-dan           | 29 avril 2018         |
| Brook détruit la photo de Carmel. Même si Big Mom est touchée mentalement, elle ne cria pas comme Bege l'avait prévu. Pudding tente de tirer sur Sanji mais elle échoue, incitant Daifuku à l'attaquer avec son génie. Luffy et Jinbe se défendent contre l'équipage de Big Mom en attendant le cri, et Oven attaqua Pedro. Alors que le plan de Bege était proche de l'échec, Slurp piège la famille Vinsmoke avec son fruit de la léchouille et les enfants de la famille Charlotte pointent leurs armes sur eux. Dans le désespoir, Judge se mit à pleurer sous les rires des invités. Brook remarque que Big Mom ne crie pas parce qu'elle ne sait pas sur quoi diriger sa colère. Alors que Dent-de-chien s'approcha, il dit à Luffy de lui montrer à nouveau la photo brisée. [Chapitre 864] |                                                                          |                                                                     |                                                               |                       |
| 835 | Cours, Sanji. Le S.O.S. du Germa !                                       | 走れサンジ SOS!ジェルマ66(ダブルシックス)                           | Hashire Sanji - Esu-Ō-Esu! Jeruma Daburu Shikkusu             | 6 mai 2018            |
| Luffy prend les morceaux de la photo de Carmel et il court vers Big Mom afin de la lui montrer à nouveau. Voyant sa famille sur le point de mourir, Sanji court vers eux mais Daifuku l'arrête avec son génie. Malgré la tentative de Dent-de-chien d'arrêter Luffy, ce dernier parvient à montrer la photo brisée de Carmel à Big Mom. Elle se met à crier et elle paralyse sa famille et son équipage, alors que les alliés de Bege se protègent avec les bouchons d'oreilles. Alors que Sanji, Nami, Chopper et Carrot parviennent à sauver la famille Vinsmoke, Bege, Vito et Gotti se préparent à assassiner Big Mom.[Chapitre 865] |                                                                          |                                                                     |                                                               |                       |
| 836 | Le secret de Mom. Erbaf et le petit monstre !                            | マムの秘密 巨人の島 (エルバフ) と小さな怪物                         | Mamu no Himitsu - Erubafu to Chiisana Kaibutsu                | 13 mai 2018           |
| 63 ans plus tôt, quand Charlotte Linlin avait cinq ans, ses parents l'ont abandonné sur Erbaf et elle a rencontré Carmel, une femme qui a sauvé des géants après le début du duel entre Dorry et Broggy. Carmel dirigeait un orphelinat appelé la Bergerie et elle a accueilli Linlin. Alors que le village d'Erbaf se prépare pour le festival du solstice d'hiver, les villageois et les enfants de la Bergerie se régalent de semlas avant le jeûne de douze jours. Au septième jour du jeûne, Linlin a perdu le contrôle sur elle-même et elle détruit le village en demandant des semlas. [Chapitre 866] |                                                                          |                                                                     |                                                               |                       |
| 837 | La naissance de Mom. Le jour où Carmel disparut !                        | マム誕生 カルメルが消えた日                                         | Mamu Tanjō - Karumeru Ga Kieta Hi                             | 20 mai 2018           |
| Furieux contre les actions de Linlin, Jorl a tenté de la tuer mais elle le blessa mortellement. Elle s'est arrêtée quand les géants lui ont donné des semlas. Pendant ce temps, Carmel a éteint l'incendie grâce aux pouvoirs du fruit des âmes. Alors que Jarl allait tuer Linlin, Carmel lui demanda de l'épargner si elle quitte l'île avec elle. Jorl est mort des suites de ces blessures et cet incident a valu à Linlin la haine des géants. Carmel et les enfants de la Bergerie ont déménagé sur une autre île. Peu après, Carmel a eu une discussion avec le Gouvernement mondial afin de négocier la vente de Linlin et des autres enfants, révélant qu'elle est une trafiquante d'orphelins. Plus tard, les enfants de la Bergerie ont célébré le 6e anniversaire de Linlin. Après s'être régalée de semlas, Linlin a découvert que Carmel et les autres enfants avaient disparu. [Chapitre 867] |                                                                          |                                                                     |                                                               |                       |
| 838 | Le gaz mortel se répand. L'heure de l'assassinat de Big Mom !            | 兵器 (ランチャー) 炸裂! ビッグ·マム暗殺の瞬間 (とき)                | Ranchā Sakuretsu! Biggu Mamu Ansatsu no Toki                  | 27 mai 2018           |
| Linlin a pleuré après la disparition de Carmel, et deux personnes ont été témoins de ce qui s'était vraiment passé. L'un des témoins était un géant d'Erbaf, qui a regagné son pays pour dire aux autres géants ce qu'il a vu. L'autre témoin était Streusen, qui a décidé de profiter du potentiel de Linlin. Il s'est lié d'amitié avec elle afin de créer le pays idéal, faisant d'eux les cofondateurs de l'équipage de Big Mom. De retour dans le présent, Bege, Vito et Gotti lancent les KX Launchers. Cependant, leur tentative d'assassinat se solde par un échec lorsque le cri de Big Mom détruit les roquettes avant qu'elles fassent effet. César Clown leur apporte le miroir afin de pouvoir d'échapper, mais il est brisé par le cri de l'impératrice. Alors que Dent-de-chien crée des bouchons d'oreilles en riz gluant, l'équipage de Big Mom se prépare à affronter l'alliance. [Chapitre 868] |                                                                          |                                                                     |                                                               |                       |
| 839 | L'armée maléfique. Transformation du Germa 66 !                          | 悪の軍団 変身!ジェルマ66(ダブルシックス)                            | Aku no Gundan - Henshin! Jeruma 66                            | 3 juin 2018           |
| Bege se transforme en une forteresse connue sous le nom de Big Father. L'alliance tente de se retirer dans la forteresse, mais Nami, Chopper et Carrot se font capturer respectivement par Smoothie, Oven et Daifuku. Cependant, la famille Vinsmoke enfile leurs raids suits et ils repoussent l'équipage de Big Mom, permettant aux forces alliées de battre en retraite. Pendant ce temps, Du Feld tente de voler le contenu du coffre Tamate, mais le cri de Big Mom fait tomber le coffre du toit. Bege tente alors d'attaquer Big Mom, mais Slurp et Dent-de-chien l'arrêtent et l'équipage de Big Mom assiège la forteresse de Bege. [Chapitre 868-869] |                                                                          |                                                                     |                                                               |                       |
| 840 | Adieu, père. Sanji et Judge !                                            | 父子の訣別 サンジとジャッジ                                         | Oyako no Ketsubetsu - Sanji to Jajji                          | 10 juin 2018          |
| Alors que l'alliance s'est réfugiée dans la forteresse de Bege, Big Mom retrouve ses esprits et commence à attaquer cette dernière. Bege déclare que le seul moyen de s'échapper est que César s'envole avec lui hors du château. Judge demande à Sanji pourquoi il a sauvé sa famille, et il répond en disant qu'il ne voulait pas déshonorer Zeff. Après avoir promis de ne jamais interférer dans la vie de Sanji et de ne plus jamais s'approcher d'East Blue, Judge se porte volontaire pour aider l'alliance à s'échapper. Alors que Bege désactive sa forteresse, la famille Vinsmoke sort afin d'affronter l'équipage de Big Mom. [Chapitre 869-870] |                                                                          |                                                                     |                                                               |                       |
| 841 | Fuir le Goûter. Luffy contre Big Mom !                                   | 茶会脱出!ルフィVSビッグ·マム                                        | Chakai Dasshutsu! Rufi VS Biggu Mamu                          | 17 juin 2018          |
| Alors que César porte Bege et tente de s'échapper, la famille Vinsmoke les couvrent. Alors que Big Mom s'apprêter à achever Reiju, Luffy et Sanji quittent le corps de Bege pour la défendre. Alors que l'impératrice le provoque, le jeune pirate au chapeau de paille active le Gear Fourth et donne un coup poing sur Big Mom, mais elle le bloque aisément. Ichiji, Niji et Yonji repoussent les attaques qui visent César et Bege. Pendant ce temps, Stussy, une agente du CP-0, abat Du Feld qui voulait s'emparer du coffre Tamate, mais le corps du magnat poussa le trésor hors du toit. Après le bref affrontement contre Big Mom, Luffy perd sa forme en Gear Fourth et Sanji bat en retraite avec lui. Alors que Big Mom commençait à courir après le groupe de Luffy, Judge affronte Big Mom mais il est rapidement vaincu. [Chapitre 870-871] |                                                                          |                                                                     |                                                               |                       |
| 842 | L'heure de l'exécution. La fin de Luffy et ses alliés ?                  | 処刑開始!ルフィ連合軍全滅!?                                         | Shokei Kaishi! Rufi Rengō Gun Zenmetsu! ?                     | 24 juin 2018          |
| Après que Judge ait été vaincu, Niji et Yonji affrontent Big Mom pour sauver leur père. César Clown continue de porter Bege mais Dent-de-chien se dresse sur son chemin. Ichiji affronte le général sucré pour lui laisser le temps de s'échapper, sauf que Brûlée l'empêche à son tour de partir. L'alliance se retrouve alors dans une situation désastreuse lorsque Big Mom bat Niji et Yonji, Dent-de-chien bat Ichiji et que Smoothie, Daifuju et Galette retiennent Luffy, Sanji et Reiju. Cependant, le coffre Tamate tombe sur la base du château et il explose, ce qui provoque l'effondrement du château. [Chapitre 871-872] |                                                                          |                                                                     |                                                               |                       |
| 843 | Le château est en miettes. L'échappée belle commence !                   | 巨城 (シャトー) 崩壞 麦わら一味大脱走開始 (スタート)!               | Shatō Hōkai - Mugiwara Ichimi Dai Dassō Sutāto!               | 1er juillet 2018      |
| Alors que le château s'effondre, l'alliance réussit à s'échapper avant que Streusen sauve l'équipage de Big Mom en transformant le château en gâteau. Après s'être éloigné de Sweet City, Bege rend le cœur de César et il met fin à son alliance avec l'équipage de Chapeau de paille. Alors que Bege part en direction de son navire, Luffy et son équipage retournent au Thousand Sunny tandis que Brook et Chopper vont récupérer le Shark Submerge III. L'équipage de Big Mom s'organise pour poursuivre leurs ennemis, mais Big Mom commence à entrer dans sa fringale. [Chapitre 872-873] |                                                                          |                                                                     |                                                               |                       |
| 844 | La lance d'Erbaf. L’assaut aérien de Big Mom !                           | 巨人 (エルバフ) の槍 強襲! 空翔るビッグ・マム                       | Erubafu no Yari - Kyōshū! Sora Kakeru Biggu Mamu              | 8 juillet 2018        |
| Big Mom entre dans sa fringale et elle commença à détruire Sweet City, mais Slurp lui menti en disant que l'équipage de Chapeau de paille avait un gâteau de mariage de rechange afin de l’empêcher d’endommager davantage la ville. Après le départ de Big Mom pour poursuivre Luffy, Pudding explique son plan pour satisfaire le besoin culinaire de Big Mom. Pendant ce temps, la famille Vinsmoke combat Nusstorte et son équipe au royaume de Germa. Alors qu'ils couraient vers la forêt de la tentation, l'équipage de Chapeau de paille rencontrent King Baum et ils l'utilisent pour les ramener au Thousand Sunny. Cependant, ils se sont fait poursuivre par Big Mom et des membres de son équipage. [Chapitre 873-874] |                                                                          |                                                                     |                                                               |                       |
| 845 | La résolution de Pudding. Ça chauffe dans la forêt !                     | プリンの決意 大炎上! 誘惑の森                                       | Purin no Ketsui - Dai Enjō! Yūwaku no Mori                    | 15 juillet 2018       |
| Alors que Big Mom lance des attaques dévastatrices, l'équipage de Chapeau de paille continue de s'échapper. Nami réussit à garder Zeus à ses côtés en lui donnant des nuées d'orage, mais Prométhée met le feu à King Baum. Pendant ce temps, l'équipage de Big Mom attend pour attaquer leurs ennemis à plusieurs endroits stratégiques. Sur la côte, Pudding rattrape Bege et elle demande de l'aide à Chiffon en expliquant qu'elle veut arrêter Big Mom pour sauver Sanji et ses amis. [Chapitre 874] |                                                                          |                                                                     |                                                               |                       |
| 846 | Riposte éclair. Nami et Zeus le cumulonimbus !                           | 反撃の雷 ナミと雷雲ゼウス                                           | Hangeki no Kaminari - Nami to Raiun Zeusu                     | 22 juillet 2018       |
| Chopper et Brook retrouvent le Shark Submerge III et ils retournent au Thousand Sunny. Dans la forêt de la tentation, le groupe de Luffy continue de fuir Big Mom en courant. Alors que les homies changent le paysage, l'équipage de Chapeau de paille affrontent une escouade de l'équipage de Big Mom, mais ils les battent facilement. Avec Big Mom qui s'approche d'eux, Nami utilise Zeus pour la foudroyer. [Chapitre 875] |                                                                          |                                                                     |                                                               |                       |
| 847 | Retrouvailles inopinées. Sanji et Pudding la fourbe, amoureuse !         | 偶然の再会 サンジと恋する悪プリン                                   | Gūzen no Saikai - Sanji to Koisuru Waru Purin                 | 29 juillet 2018       |
| Chopper et Brook retournent sur le Sunny mais ils retrouvent le navire occupé par Dent-de-chien et Slurp. Pour reprendre le bateau, ils se battent contre l’équipage ennemi. Chiffon accepte d'aller avec Pudding pour aider à sauver l'équipage de Chapeau de paille. Big Mom a résisté à l'attaque de Nami et elle continue sa poursuite, mais Pudding et Chiffon arrivent à la forêt de la tentation pour recruter Sanji afin de refaire un gâteau. [Chapitre 875-876] |                                                                          |                                                                     |                                                               |                       |
| 848 | Protéger le Sunny. Chopper et Brook luttent héroïquement !               | サニーを守れ 奮戦! チョッパー&ブルック                              | Sanī o Mamore - Funsen! Choppā ando Burukku                   | 5 août 2018           |
| Après que Sanji ait rejoint Chiffon et Pudding, cette dernière aide le groupe de Luffy en empêchant les homies de leur bloquer le passage. Les trois cuisiniers quittent l'île Tougato et ils se dirigent vers l'île Cacao. Chopper et Brook continuent à combattre l'équipage de Big Mom sur le Thousand Sunny. Slurp intervient et il les bat en les piégeant dans du bonbon. Peu de temps après, le groupe de Luffy atteint la côte. [Chapitre 876-877] |                                                                          |                                                                     |                                                               |                       |
| 849 | Juste avant l'aube. Pedro, le capitaine des Gardiens !                   | 夜明け前 侠客団 (ガーディアンズ) 団長ペドロ                         | Yoake Mae - Gādianzu Danchō Pedoro                            | 12 août 2018          |
| Le groupe de Luffy est revenu au Thousand Sunny. Alors que Luffy se bat contre Dent-de-chien, le reste de l'équipage prépare le navire afin de quitter l'île Tougato. Slurp retourne sur le rivage et il emprisonne le Sunny dans des bonbons, mais Pedro tenta de l'arrêter. Le fils de Big Mom réussit à battre le mink mais ce dernier fait exploser des bâtons de dynamite attachés à lui dans l'espoir de tuer Slurp dans une explosion suicidaire. [Chapitre 877-878] |                                                                          |                                                                     |                                                               |                       |
| 850 | Je reviendrai. Départ risqué pour Luffy !                                | 必ず戻る ルフィ命がけの出航!                                        | Kanarazu Modoru - Rufi Inochigake no Shukkō                   | 19 août 2018          |
| Grâce au suicide de Pedro, Chopper, Brook et le Thousand Sunny sont libérés du bonbon. Après avoir vu son compatriote mink mourir, Carrot attaque furieusement Dent-de-chien mais elle est rapidement maîtrisée. Seulement, Luffy combat le général sucré pour la libérer et il parvient à l'attraper. Alors que Big Mom et les Tartes attaquent le Sunny et que Slurp révèle avoir survécu, l'équipage de Chapeau parvient à s'en sortir du justesse avec un Coup de Burst. En revanche, pendant l'évasion, Luffy a emmené Dent-de-chien dans le monde des miroirs pour le combattre. [Chapitre 878] |                                                                          |                                                                     |                                                               |                       |
| SP 13 | Épisode de l'île céleste                                                 | エピソードオブ空島                                                  | Episōdo obu Sorajima                                          | 25 août 2018          |
| 851 | L'homme qui vaut un milliard. Katakuri, le plus puissant des généraux !  | 10億の男 最強の3将星カタクリ                                        | Jūoku no Otoko - Saikyō no San Shōsei Katakuri                | 26 août 2018          |
| Dans le monde des miroirs, Luffy et Dent-de-chien commencent leur duel. Après s'être échappé de l'île Tougato, le groupe du Thousand Sunny pleure le sacrifice de Pedro, mais Jinbe leur demande de rester concentrés sur la fuite de Totto Land. Après s'être motivés à nouveau, ils sont de nouveau poursuivis par Big Mom, Slurp et une flotte. Pendant ce temps, Sanji, Pudding et Chiffon s'approchent de l'île Cacao. [Chapitre 879] |                                                                          |                                                                     |                                                               |                       |
| 852 | Combat sans merci. Luffy contre Katakuri !                               | 激闘開幕 ルフィVSカタクリ                                           | Gekitō Kaimaku - Rufi tai Katakuri                            | 2 septembre 2018      |
| Sanji, Pudding et Chiffon arrivent sur l'île Cacao et ils commencent à préparer un nouveau gâteau de mariage avec l’aide des cuisiniers. De retour dans le monde des miroirs, Dent-de-chien continue d'avoir l'avantage sur Luffy mais Brûlée s'est réveillée et l'équipage de Big Mom se prépare à attaquer le Thousand Sunny depuis les miroirs. [Chapitre 879-880] |                                                                          |                                                                     |                                                               |                       |
| 853 | La Green Room. Jinbe l’intrépide à la barre !                            | 波の部屋 (グリーンルーム) 無敵の操舵手ジンベエ                      | Gurīn Rūmu - Muteki no Sōda-shu Jinbē                         | 16 septembre 2018     |
| Mascarpone et Joscarpone tirent des flèches de feu sur le Thousand Sunny à travers un miroir. Luffy ordonne à ses coéquipiers de casser tous les miroirs pour éviter de nouveaux assauts, mais Dent-de-chien continue de le frapper. Pendant ce temps, ses camarades font face à une énorme vague commandée par Big Mom et Slurp, mais grâce à Jinbe, il la traverse et ils échappent à leurs poursuivants. [Chapitre 880-881] |                                                                          |                                                                     |                                                               |                       |
| 854 | La menace du trident. Le combat silencieux de Luffy !                    | 土竜（モグラ）の脅威 ルフィ沈黙の戦い!                              | Mogura no Kyōi - Rufi Chinmoku no Tatakai!                    | 23 septembre 2018     |
| L'équipe du Thousand Sunny brise tous les miroirs sur le navire et ils planifient avec Luffy de se réunir sur l'île Cacao à une heure du matin. Cependant, Brûlée surprend cette conversation et elle découvre qu'ils sont vivants. Elle rapporte cela à Slurp, mais Big Mom décide de se rendre sur l'île aux noix. Dans le monde des miroirs, Dent-de-chien attaque Luffy avec son trident et ce dernier a du mal à éviter ses attaques dévastatrices. [Chapitre 881-882] |                                                                          |                                                                     |                                                               |                       |
| 855 | Fin du duel ? L'éveil rageur de Katakuri !                               | 死闘決着！？ カタクリ怒りの覚醒                                     | Shitō Kecchaku!? Katakuri Ikari no Kakusei                    | 30 septembre 2018     |
| Sur l'île Tougato, le comte Ducoq met en garde Mont d'Or contre la dangerosité de l'équipage de Chapeau de paille. Capone Bege et son équipage réussissent à échapper à la flotte de Charlotte Crème. Les Germa 66 finissent par battre les forces envoyées pour envahir le royaume de Germa. Dans le monde des miroirs, bien qu'il ne puisse pas le toucher, Luffy parvient à esquiver les attaques de Dent-de-chien. Il tente d'activer le Gear Fourth, mais Dent-de-chien utilise l'éveil de son fruit du démon pour l'arrêter. Le général sucré décide de mettre fin au duel parce qu'il est en retard pour sa Merienda et il enterre Luffy sous un tas de riz gluant. [Chapitre 882-883] |                                                                          |                                                                     |                                                               |                       |
| 856 | Secret tabou. La Merienda de Katakuri !                                  | 禁断の秘密 カタクリのおやつの時間 (メリエンダ)                      | Kindan no Himitsu - Katakuri no Merienda                      | 7 octobre 2018        |
| Après avoir enterré Luffy sous un tas de riz gluant, Dent-de-chien pense avoir gagné et il appelle ses cuisiniers qui lui apportent des collations. Il crée un sanctuaire afin qu'il puisse manger seul. Luffy se dégage du riz gluant et il détruit le sanctuaire, exposant le visage de Dent-de-chien devant lui et les chefs. Ce dernier exécute ensuite les chefs avant de tenter, enragé, de tuer Luffy. Après avoir réussi à frapper Dent-de-chien pour la première fois, Luffy dit qu'il a trouvé une solution pour le battre et après avoir activé le Gear Fourth, il le frappe avec un Gum Gum Kong Gun. [Chapitre 883] |                                                                          |                                                                     |                                                               |                       |
| 857 | La riposte de Luffy. Le point faible de Katakuri !                       | ルフィ反撃 無敵カタクリの弱点!                                      | Rufi Hangeki - Muteki Katakuri no Jakuten!                    | 14 octobre 2018       |
| Luffy parvient à blesser Dent-de-chien plusieurs fois grâce au Gear Fourth mais il perd le dessus lorsque le général sucré finit par retrouver son calme. Sur l'île Cacao, Pound arrive à la fabrique et il tente d'entrer pour voir Chiffon, mais quand Oven arrive, ce dernier l'attaque. À l'intérieur de la fabrique, Brûlée parle à Pudding par le biais d'un escargophone et elle l'informe du plan de l'équipage de Chapeau de paille pour arriver sur l'île Cacao. [Chapitre 884] |                                                                          |                                                                     |                                                               |                       |
| 858 | Luffy de nouveau aux abois. Gear Fourth contre Donuts !                  | 危機 (ピンチ) 再び! ギア4VS無双ドーナツ                             | Pinchi Futatabi! Gia Fōsu tai Musō Dōnatsu                    | 21 octobre 2018       |
| Dent-de-chien reprend l'avantage sur Luffy qui décide de se retirer lorsqu'il réalise que son Gear Fourth est sur le point de disparaître. Après que les effets se soient estompés, il s'enfuit et il tombe sur Brûlée qu'il utilise pour s'échapper du monde des miroirs. Ils arrivent sur l'île aux noix où Big Mom se déchaîne. Grâce à Praliné, l'équipage de Big Mom perd les limaces de mer territoriales et donc les moyens de localiser leurs ennemis, mais ils rassemblent leurs flottes pour chasser leurs ennemis. Sur l'île Cacao, Sanji termine son ingrédient spécial, Pudding le chocolat et Chiffon la cuisson et ils se préparent à transporter le gâteau sur un navire afin de le terminer en mer. [Chapitre 884-885] |                                                                          |                                                                     |                                                               |                       |
| 859 | Chiffon la rebelle. Le plan pour transporter le gâteau !                 | 反逆の娘（シフォン） サンジのケーキ輸送大作戦                       | Hangyaku no Shifon - Sanji no Kēki Yusō Dai-Sakusen           | 28 octobre 2018       |
| Sur l'île Cacao, les cuisiniers quittent la fabrique avec le gâteau pour le terminer en mer. Cependant, ils ont été arrêtés par Oven qui a l'intention de tuer Chiffon pour sa trahison. Pendant ce temps, l'équipage du Firetank se dirigent vers l’île. Sur l'île aux noix, Luffy tente de trouver un miroir en fuyant Big Mom et ses enfants. [Chapitre 885-886] |                                                                          |                                                                     |                                                               |                       |
| 860 | Des hommes, des vrais. Bege et Luffy, capitaines jusqu'à l'os !          | 男の生き様 ベッジとルフィ船長の決意                                 | Otoko no Ikizama - Bejji to Rufi Senchō no Ketsui             | 4 novembre 2018       |
| Oven ordonne à Bege de se rendre en lui disant qu'il tient en otage Chiffon sur l'île Cacao, mais il lui répond en lui tirant dessus. Il révèle que le Nostra Castello peut également se déplacer sur terre et il prend d'assaut l'équipage de Big Mom sur l'île. Sanji soulève ensuite le chariot transportant le gâteau dans l'intention de le déposer sur le navire. Pendant ce temps, le Thousand Sunny est poursuivi par l'équipage de Big Mom et Carrot se demande s’il y a une pleine lune qui arrive. Luffy parvient à s'échapper de l'île aux noix et de Big Mom grâce à un miroir. Après avoir parcouru plusieurs îles à travers le monde des miroirs, il réfléchit à une stratégie pour battre Dent-de-chien. Se souvenant de son enseignement avec Rayleigh où il lui a dit que le fluide devient plus fort quand on doit faire face à des adversaires puissants, il décide d'améliorer son propre fluide perceptif en tentant de surpasser le général sucré. [Chapitre 886-887] |                                                                          |                                                                     |                                                               |                       |
| 861 | Le gâteau prend l'eau ? L'échappée belle de Bege et Sanji !              | ケーキ沈没!? サンジ&ベッジ逃亡戦                                    | Kēki Chinbotsu!? Sanji to Bejji Tōbō-sen                      | 11 novembre 2018      |
| Sanji dépose le gâteau de mariage sur le Nostra Castello, qui finit par s'échapper de l'île Cacao. Cependant, Oven attaque le navire en faisant bouillir l'océan, mais Pound intervient et il l'attaque. Pound est heureux de voir que Chiffon et Pets le sont aussi, mais Oven l'exécute avec une naginata. Pendant ce temps, Luffy retourne dans le monde des miroirs après avoir retrouvé son fluide et il reprend son combat contre Dent-de-chien. En mer, le Thousand Sunny est encerclé par Big Mom et sa flotte. [Chapitre 887-888] |                                                                          |                                                                     |                                                               |                       |
| 862 | Su Long, la lionne sélénite. Carrot se transforme !                      | 月の獅子 キャロット神秘の大変身                                     | Suron - Kyarotto Shinpi no Dai Henshin                        | 18 novembre 2018      |
| Luffy et Dent-de-chien reprennent leur combat dans le monde des miroirs et le jeune pirate a l'intention d'utiliser le duel pour renforcer son fluide perceptif et vaincre son adversaire. Pendant ce temps, le Thousand Sunny est encerclé par la flotte de l'équipage de Big Mom et il se dirige vers la flotte de Daifuku. Cependant, Carrot propose d'aider l'équipage en utilisant la pleine lune pour activer sa forme Sulong, ce qui accroît ses prouesses au combat et elle met hors d'état de nuire Daifuku et sa flotte en arrachant les gouvernails. [Chapitre 888-889] |                                                                          |                                                                     |                                                               |                       |
| 863 | On fonce. Bataille navale pour l'équipage !                              | 突破せよ 麦わらの一味大海戦!                                        | Toppa Seyo - Mugiwara no Ichimi Dai Kaisen!                   | 25 novembre 2018      |
| Luffy continue de se concentrer sur son combat contre Dent-de-chien afin d'améliorer son fluide perceptif. Pendant ce temps, Slurp est horrifié d'apprendre que le gâteau de mariage se trouve sur le bateau de Bege. Sur le Nostra Castello, Sanji interdit à Bege d'empoisonner le gâteau. Carrot décime avec succès la flotte de Daifuku, permettant au Thousand Sunny de prendre la fuite et de distancer la flotte à l'arrière. Cependant, Big Mom convoque Zeus et Prométhée et elle saute avec eux et Napoléon sur le Thousand Sunny. [Chapitre 889-890] |                                                                          |                                                                     |                                                               |                       |
| 864 | L'affrontement. Impératrice contre équipage au chapeau de paille !       | 遂に激突 四皇VS麦わらの一味                                         | Tsui ni Gekitotsu - Yonkō tai Mugiwara no Ichimi              | 9 décembre 2018       |
| Alors que Dent-de-chien continue ses assauts, Luffy se relève pour améliorer son fluide perceptif. Après que Big Mom ait pris place à bord du Thousand Sunny, la situation de l'équipage de Chapeau de paille s’aggrave de plus en plus mais Jinbe finit par réussir à la chasser du navire. Big Mom poursuit son attaque et l'équipage de Chapeau de paille continue de défendre le navire. [Chapitre 890] |                                                                          |                                                                     |                                                               |                       |
| 865 | L'enseignement du Seigneur des ténèbres. Retournement de situation !     | 冥王直伝 カタクリ戦大逆転開始                                       | Meiō Jikiden - Katakuri-sen Dai Gyakuten Kaishi               | 16 décembre 2018      |
| L'affrontement entre Luffy et Dent-de-chien se poursuit et Flampé, qui observe le combat, projette de gagner les faveurs de Dent-de-chien en tentant de blesser Luffy. En se souvenant de l'entraînement de Rayleigh, Luffy commence à voir dans le futur grâce à son fluide. Pendant ce temps, l'équipage de Chapeau de paille parvient à capturer Zeus mais Big Mom continue de poursuivre le Thousand Sunny avec Prométhée. [Chapitre 890-891] |                                                                          |                                                                     |                                                               |                       |
| 866 | Il est de retour. Sanji pour arrêter l'Impératrice !                     | 遂に帰還 四皇を止める男サンジ                                       | Tsuini Kikan - Yonkō o Tomeru Otoko Sanji                     | 23 décembre 2018      |
| Luffy continue son combat contre Dent-de-chien et malgré ses blessures, il est déterminé à vaincre son ennemi et à sortir du monde des miroirs. Sur le Thousand Sunny, l'équipage de Chapeau de paille fuit toujours Big Mom qui utilise son âme pour agrandir Prométhée. Alors qu'ils étaient à bout, Nami voit le Nostra Castello s'approcher avec le gâteau de mariage à bord. Big Mom, attirée par le parfum du gâteau, commence à poursuivre Bege. Sanji retourne sur le Thousand Sunny et l'équipage de Chapeau de paille continue sa route vers l'île Cacao. [Chapitre 891-892] |                                                                          |                                                                     |                                                               |                       |
| 867 | Tapi dans les ténèbres. Luffy, cible de l'assassin !                     | 闇に潜む ルフィを襲う暗殺者！                                       | Yami ni Hisomu - Rufi o Osou Ansatsusha!                      | 6 janvier 2019        |
| Alors que Big Mom poursuit Bege, le Thousand Sunny, qui est désormais la cible de Smoothie, poursuit sa route vers l'île Cacao, mais Sanji informe ses amis que l'équipage de Big Mom est au courant du lieu de rendez-vous avec leur capitaine. Sur l'île Cacao, Oven prépare un piège à Luffy devant un miroir. Dans le monde des miroirs, Flampé s'interfère discrètement dans le combat entre Luffy et Dent-de-chien et à cause d'elle, ce dernier blesse gravement son adversaire. [Chapitre 892-893] |                                                                          |                                                                     |                                                               |                       |
| 868 | La détermination d'un homme. Katakuri met sa vie en jeu !                | 男の覚悟 カタクリ命がけ大勝負                                       | Otoko no Kakugo - Katakuri Inochigake Ōshōbu                  | 13 janvier 2019       |
| Après avoir découvert la présence de Flampé dans le monde des miroirs, Dent-de-chien se confronte à elle et il se poignarde à l'endroit où il a blessé Luffy avant de retirer son écharpe, révélant sa bouche à sa sœur. Après avoir subi les insultes et les moqueries de cette dernière, Dent-de-chien retourne affronter Luffy et ils utilisent tous les deux le fluide royal afin d'assommer Flampé et les autres pirates. Ils reprennent ainsi leur combat sur un pied d'égalité. Pendant ce temps, Chiffon oblige Bege d'apporter le gâteau sur l'île Moelleuse afin d'éloigner Big Mom de l'équipage de Chapeau de paille. Alors que Sanji et Pudding se dirigent vers l'île Cacao sur Rabian, le reste de l'équipage se retrouve attaqué par Smoothie. [Chapitre 893-894] |                                                                          |                                                                     |                                                               |                       |
| 869 | L'éveil. Un Fluide perceptif exceptionnel !                              | 目覚めろ 最強を越える見聞色                                         | Mezamero - Saikyō o Koeru Kenbun-shoku                        | 20 janvier 2019       |
| Sanji et Pudding se préparent à s’infiltrer sur l’île Cacao, où Oven a rassemblé plusieurs de ses frères et sœurs ainsi que des milliers d'hommes. Dans le monde des miroirs, Luffy a développé son fluide perceptif au point de pouvoir prédire les attaques de Dent-de-chien et ils échangent plusieurs coups. À 0h05, soit à environ une heure de son rendez-vous avec l'équipage de Chapeau de paille, Luffy active une forme de son Gear Fourth, appelée Snake Man. [Chapitre 894] |                                                                          |                                                                     |                                                               |                       |
| 870 | Des poings vifs comme l'éclair. Le nouvel avatar du Gear Fourth !        | 神速の拳 新たなるギア4発動！                                        | Shinsoku no Ken - Aratanaru Gia Fōsu Hatsudō!                 | 27 janvier 2019       |
| Sanji et Pudding arrivent sur l'île Cacao et ils se faufilent avec succès dans la ville sans que personne s'en aperçoive. Pendant ce temps, Luffy active le Gear Fourth : Snake Man, une forme qui augmente la vitesse de ses coups. Dent-de-chien répond par de puissantes attaques et après plusieurs échanges de coups dans un duel explosif, ils lancent en même temps deux puissantes attaques finales. [Chapitre 895] |                                                                          |                                                                     |                                                               |                       |
| 871 | Conclusion. L'issue du combat épique contre Katakuri !                   | 遂に終結 壮絶カタクリ戦の行方                                       | Tsuini Shūketsu - Sōzetsu Katakuri-sen no Yukue               | 3 février 2019        |
| Alors que l'heure du rendez-vous se rapproche, Sanji et Pudding se disent adieu en se souvenant de leurs expériences. L'équipage de Chapeau de paille arrivent sur la côte de l'île Cacao tandis que Bege et ses hommes s'approchent de l'île Moelleuse, toujours poursuivis par Big Mom. Dans le monde des miroirs, Luffy sort victorieux de son combat contre Dent-de-chien après que ce dernier se soit écroulé sur le dos. Alors qu'il cherche à sortir de la dimension, il découvre que Brûlée s'est échappée mais Pekoms finit par arriver avec Brûlée capturée, voulant aider Luffy à s'évader pour honorer la mémoire de Pedro. [Chapitre 896] |                                                                          |                                                                     |                                                               |                       |
| 872 | Situation désespérée. Luffy est pris au piège !                          | 絶体絶命 鉄壁のルフィ包囲網!                                        | Zettai Zetsumei - Teppeki no Rufi Hōimō!                      | 10 février 2019       |
| Le Thousand Sunny arrive sur les côtes de l'île Cacao et, dans le monde des miroirs, Pekoms dit à Luffy qu'il activera sa forme Sulong pour distraire l'armée d'Oven. Une fois sortis du miroir, la distraction de Pekoms permet à Luffy de s'enfuir et Sanji sauve ce dernier lorsqu'il est attaqué par Raisin. Seulement, Oven et son armée finissent par arrêter le saccage de Pekoms et Sanji et Luffy sont encerclés. Cependant, le Germa 66 attaque la flotte de Snack sur le port et Ichiji, Niji, Yonji et Reiju viennent aider leur frère et son capitaine. [Chapitre 897] |                                                                          |                                                                     |                                                               |                       |
| 873 | In extremis. Le Germa à la rescousse !                                   | 起死回生 最強の援軍ジェルマ！                                       | Kishikaisei - Saikyō no Engun Jeruma!                         | 17 février 2019       |
| Les frères et sœurs de Sanji combattent l'armée de Oven sur l'île Cacao et en voyant Sanji et Luffy s'échapper, Brûlée révèle à sa famille et à son équipage que Luffy a vaincu Katakuri. Malgré les assauts d'Oven, de Yu Yuan et de l'équipage de Big Mom, Sanji et Luffy finissent par quitter l'île avec l'aide de la famille Vinsmoke et volent en direction du Thousand Sunny. [Chapitre 898] |                                                                          |                                                                     |                                                               |                       |
| 874 | Le dernier bastion. L'équipage du Soleil !                               | 最後の砦 タイヨウの海賊団現る                                       | Saigo no Toride - Taiyō no Kaizoku-dan Arawaru                | 24 février 2019       |
| Bege et son équipage déposent le gâteau de mariage sur l'île Moelleuse et l'équipage de Big Mom attendent avec impatience de savoir leur destin selon la réaction de Big Mom lorsqu'elle mangera le gâteau. Pendant ce temps, Sanji et Luffy atteignent le Thousand Sunny et alors que Judge et la flotte des Germa 66 affrontent la flotte de Smoothie, l'équipage de Chapeau de paille se retrouve confrontée à une flotte encore plus grande devant eux. Cependant, l'équipage des Pirates du Soleil débarque en détruisant une partie de la flotte et ils veulent aider Jinbe jusqu'à ce que lui et ses nouveaux coéquipiers soient sortis de Totto Land. [Chapitre 899] |                                                                          |                                                                     |                                                               |                       |
| 875 | Une saveur enivrante. Sanji ou le gâteau du bonheur !                    | 魅惑の味 幸せのサンジのケーキ                                       | Miwaku no Aji - Shiawase no Sanji no Kēki                     | 3 mars 2019           |
| Big Mom mange le gâteau de mariage de Sanji et met donc fin à sa fringale, ce qui réjouit la population de Totto Land. Pendant ce temps, la bataille de l'île Cacao fait toujours rage et l'équipage des Pirates du Soleil ouvre un chemin pour que l'équipage de Chapeau de paille puisse s'échapper, mais Oven fait bouillir la mer et oblige les hommes-poissons à se retirer. L'équipage de Big Mom réussit à blesser la famille Vinsmoke sur l'île et, en mer, le Queen Mamma Chanteur attaque le Thousand Sunny. [Chapitre 900] |                                                                          |                                                                     |                                                               |                       |
| 876 | L'homme au code d'honneur. Un courant défiant la mort !                  | 仁義の漢 ジンベエ決死の大海流                                       | Jingi no Otoko - Jinbē Kesshi no Daikairyū                    | 17 mars 2019          |
| L'équipage de Chapeau de paille a été sauvé in extremis de la mort lorsque Wadatsumi les emporta sous la mer et en faisant exploser le bateau de Fisher Tiger. Alors que l'équipage de Big Mom comprend ce qui s’est passé et qu'Oven oblige Wadatsumi à faire sortir le Thousand Sunny de sa bouche, l'équipage des Pirates du Soleil se relève pour les affronter. Sur le navire, Luffy donne à Jinbe la permission de retourner aider ses anciens compagnons d’équipage en lui faisant promettre de revenir vivant au pays des Wa. Alors qu'ils affrontent la flotte de Big Mom, les hommes-poissons crée un courant marin pour permettre à l'équipage de Chapeau de paille d'échapper définitivement à leurs ennemis. [Chapitre 901] |                                                                          |                                                                     |                                                               |                       |
| 877 | Le temps des adieux. Le dernier souhait de Pudding !                     | 惜別の時 プリン最後の“お願い„                                       | Sekibetsu no Toki - Purin Saigo no “Onegai„                   | 24 mars 2019          |
| Sanji apprend la mort de Pedro alors que l'équipage de Chapeau de paille finit par passer la frontière de Totto Land. Tandis que la nouvelle se répand sur l'île Cacao, Pudding pleure tout en se remémorant ses souvenirs avec Sanji. Dans le monde des miroirs, Brûlée soigne les blessures de Dent-de-chien et elle révèle qu'elle sait qu'il était déjà couché sur le dos et qu'il a construit son image invulnérable pour protéger ses frères et sœurs après qu'elle a été agressée dans son enfance. Alors que Jinbe, l'équipage des Pirates du Soleil et le Germa 66 se préparent à se retirer, Big Mom finit par arriver et la flotte de Big Mom bombarde le royaume de Germa et les hommes-poissons. Pendant ce temps, Sanji reprend son travail de cuisinier pour son équipage et son "vrai père" Zeff sert des pirates sur le Baratie. [Chapitre 902] |                                                                          |                                                                     |                                                               |                       |

### ArcRêverie
| No | Titre français                                                           | Titre japonais                              | Titre japonais                                   | Date de 1re diffusion |
| No | Titre français                                                           | Kanji                                       | Rōmaji                                           | Date de 1re diffusion |
| --- | ------------------------------------------------------------------------ | ------------------------------------------- | ------------------------------------------------ | --------------------- |
| 878 | Le monde entier abasourdi. Le cinquième Empereur !                       | 世界驚愕 第五の海の皇帝現る！               | Sekai Kyōgaku - Dai Go no Umi no Kōtei Arawaru!  | 31 mars 2019          |
| Le monde entier découvre dans le journal les actions de Luffy sur le territoire de Big Mom. Sur l'île des hommes-poissons, alors qu'il partait pour aller à Marie Joie, Neptune décide de placer son royaume sous la protection de l'équipage de Chapeau de paille. Sur le Thousand Sunny, Sanji découvre le Raid Suit que Niji avait glissé dans les vêtements de Luffy, mais il refuse de l'utiliser. Carrot reçoit le journal qui révèle les nouvelles primes de Luffy et de Sanji, ce dernier valant désormais 330 000 000 de berrys, et la reconnaissance du pirate au chapeau de paille comme le 5e Empereur. [Chapitre 903] |                                                                          |                                             |                                                  |                       |
| 879 | Cap sur Rêverie. Les alliés de Luffy réunis !                            | 世界会議 (レヴェリー) へ 集結！麦わら盟友達 | Reverī e Shūketsu! Mugiwara Meiyū-tachi          | 7 avril 2019          |
| Alors que les navires de Dressrosa et de Prodence voguaient vers Marie Joie, ils ont été attaqués par des pirates mais Kobby et Hermep sont intervenus pour les sauver. Kobby découvre ainsi les informations concernant Luffy dans le journal. Les Quatre Empereurs découvrent à leur tour la nouvelle position de Luffy, provoquant la colère de Kaido et de Big Mom. Sur le Thousand Sunny, Luffy déprime après avoir cru que sa prime a été abaissée à 150 000 000 de berrys mais après que Brook ait vu l'affiche, il constate que sa prime a été élevée à 1 500 000 000 de berrys. [Chapitre 903]                            |                                                                          |                                             |                                                  |                       |
| 880 | Sabo sort de l'ombre. Les commandants révolutionnaires !                 | サボ動く 革命軍全軍隊長登場!                | Sabo Ugoku - Kakumei-gun Zen Guntaichō Tōjō      | 14 avril 2019         |
| Alors que la Rêverie allait commencer, l'équipage de Barbe Rose a attaqué le royaume de Rourucia. Néanmoins, les quatre commandants des troupes de l'Armée Révolutionnaire (Corbeau, Belo Betty, Morley et Lindbergh) sont intervenus et ont sauvé le royaume. Pendant ce temps, Dragon, Sabo et Koala ont retrouvé Ivankov et Inazuma au royaume de Kamabakka et ils ont discuté de leur future déclaration de guerre aux dragons célestes pendant la Rêverie. [Chapitre 904] |                                                                          |                                             |                                                  |                       |
| 881 | Sakazuki passe à l'action. Le bouillant nouvel amiral !                  | 動き出す 執念の新元帥サカズキ               | Ugokidasu - Shūnen no Shin Gensui Sakazuki       | 21 avril 2019         |
| À New Marine Ford, Sakazuki apprend que Fujitora se trouve actuellement à Marie Joie et il ordonne à Ryokugyu de l'expulser de la Terre Sainte. [Chapitre 905] |                                                                          |                                             |                                                  |                       |
| 882 | La guerre au sommet. L'héritage du Roi des pirates !                     | 頂上戦争 継がれた海賊王の意思               | Chōjō Sensō - Tsuga Reta Kaizoku-ō no Ishi       | 28 avril 2019         |
| Les familles royales de différents pays, dont celle du royaume Ryugu, arrivent à la Rêverie. Pendant ce temps, Fujitora discute avec Ryokugyu. [Chapitre 905] |                                                                          |                                             |                                                  |                       |
| 883 | Plus près de son rêve. Shirahoshi sous le soleil !                       | 夢の一歩 しらほし太陽の下へ!                | Yume no Ippo - Shirahoshi Taiyō no Shita e!      | 5 mai 2019            |
| Stelly rencontre Garp et Shirahoshi découvre la surface pour la première fois. [Chapitre 905] |                                                                          |                                             |                                                  |                       |
| 884 | Nous voulons le revoir. Les souvenirs de Vivi et de Rebecca !            | 会いたい ビビとレベッカの想い               | Aitai - Bibi to Rebekka no Omoi                  | 12 mai 2019           |
| Les familles royales montent en haut de Red Line et entrent à Marie Joie. Elles arrivent au château de Pangée où se trouvent tous les participants à la Rêverie. Ainsi, Vivi, Rebecca et Shirahoshi se rencontrent et parlent de Luffy. [Chapitre 906] |                                                                          |                                             |                                                  |                       |
| 885 | Dans l'ombre de la Terre Sainte. Le mystère du chapeau de paille géant ! | 聖地の闇 謎の巨大な麦わら帽子               | Seichi no Yami - Nazo no Kyodaina Mugiwara-bōshi | 19 mai 2019           |
| Vivi, Rebecca et Shirahoshi continuent de parler de Luffy et Sai retrouve Léo. Seulement, Vivi retrouve Wapol mais il est écarté par Dolton et Kureha. Pendant ce temps, Doflamingo est protégé par Magellan à Impel Down et dans le château de Pangée, une mystérieuse personne entre dans une chambre contenant un chapeau de paille géant. [Chapitre 906] |                                                                          |                                             |                                                  |                       |
| 886 | Du rififi en Terre Sainte. La princesse Shirahoshi en danger !           | 聖地騒然 狙われたしらほし姫!                | Seichi Sōzen - Nerawareta Shirahoshi-hime!       | 26 mai 2019           |
| Stelly désire s'asseoir sur le trône vide après l'avoir vu. Pendant ce temps, Charloss tente de capturer Shirahoshi avec l'aide du CP-0. Neptune allait les attaquer lorsque Myosgard frappe Charloss. [Chapitre 907] |                                                                          |                                             |                                                  |                       |
| 887 | La poudrière. Deux Empereurs contre Luffy !                              | 一触即発 ルフィ狙う二人の四皇               | Isshoku Sokuhatsu - Rufi Nerau Futari no Yonkō   | 2 juin 2019           |
| Big Mom contacte Kaido au sujet de Luffy et de son intention de venir au pays des Wa pour le tuer elle-même. Pendant ce temps, Garp converse avec d'autres soldats de la Marine au sujet de son petit-fils et de Rocks. Au château de Pangée, Shanks commençe à s'entretenir avec les cinq doyens au sujet d'un certain pirate. [Chapitre 907] |                                                                          |                                             |                                                  |                       |
| 888 | La colère de Sabo. La tragédie de Kuma le révolutionnaire !              | サボ怒る 革命軍幹部くまの悲劇               | Sabo Ikaru - Kakumei-gun Kanbu Kuma no Higeki    | 9 juin 2019           |
| Myosgard promet à Neptune de tout faire pour aider les hommes-poissons durant la Rêverie. Bonney et Sabo, chacun de leur côté, s'introduisent dans les quartiers des dragons célestes et ce dernier s'enragea lorsqu'il vit Kuma traité en esclave par Rosward. Les révolutionnaires mettent au point un plan pour le libérer. [Chapitre 908] |                                                                          |                                             |                                                  |                       |
| 889 | Le coup d'envoi. Rêverie et complots !                                   | 遂に開幕 陰謀渦巻く世界会議レヴェリー!      | Tsui ni Kaimaku - Inbō Uzumaku Reverī!           | 16 juin 2019          |
| Les révolutionnaires continuent à mettre en place leur plan pour délivrer Kuma. Au château de Pangée, les représentants des pays se réunissent afin de donner le coup d'envoi à la Rêverie. Pendant ce temps, un certain Imu s'assied sur le trône vide avec les cinq doyens s'agenouillant devant lui et lui demandant quelle lumière doit être éteinte. [Chapitre 908] |                                                                          |                                             |                                                  |                       |

### Épisodes français
1. 1 2 3 4  Épisodes 747 à 750,kana.fr
2. 1 2 3 4 5 6 7 8 9 10 11 12 13 14 15  Épisodes 751 à 765,kana.fr
3. 1 2 3 4 5 6 7 8 9 10 11 12 13 14  Épisodes 766 à 779,kana.fr
4. 1 2 3 4 5 6 7 8 9 10 11 12 13 14 15  Épisodes 780 à 794,kana.fr
5. 1 2 3 4 5 6 7 8 9 10 11 12 13 14  Épisodes 795 à 808,kana.fr
6. 1 2 3 4 5 6 7 8 9 10 11 12 13 14 15  Épisodes 809 à 823,kana.fr
7. 1 2 3 4 5 6 7 8 9 10 11 12 13 14 15  Épisodes 824 à 838,kana.fr
8. 1 2 3 4 5 6 7 8 9 10 11 12 13 14 15  Épisodes 839 à 853,kana.fr
9. 1 2 3 4 5 6 7 8 9 10 11 12 13 14 15  Épisodes 854 à 868,kana.fr
10. 1 2 3 4 5 6 7 8 9  Épisodes 869 à 877,kana.fr
11. 1 2 3 4 5 6  Épisodes 878 à 883,kana.fr
12. 1 2 3 4 5 6  Épisodes 884 à 889,kana.fr